# Сірак'юський університет
Сірак'юський університет (англ. Syracuse University, неофіційно: 'Cuse або SU) — приватний дослідницький університет у місті Сірак'юс, штат Нью-Йорк, США. Після заснування у 1870 році, університет був пов'язаний з Методистською єпископальною церквою, а з 1920 року є неконфесійним. Розташований у районі University Hill, на схід і південний схід від центру Сірак'юс. Складається з 13 шкіл і коледжів та класифікується як «R1: Докторські університети — дуже висока дослідницька активність».
Спортивні команди Сірак'юського університету — «Оранж», беруть участь у 20 міжвишівських видах спорту. SU є членом Конференції Атлантичного узбережжя (ACC) для всіх видів легкої атлетики NCAA Division I, за винятком чоловічої команди з веслування та жіночого хокею. Також є членом Східної атлетичної конференції коледжу.
Серед випускників, викладачів та партнерів університету є 46-й президент США Джо Байден, 3 лауреати Нобелівської премії, один володар медалі Філдса, 36 олімпійських медалістів, 13 лауреатів Пулітцерівської премії, премій Оскар і Греммі, 2 стипендіати Родса, 6 стипендіатів Маршалла, губернаторів та членів Сенату й Палати представників США.

## Історія

### Заснування
Коріння закладу можна простежити до Дженезької Весліанської семінарії. Вона була заснована 1831 року на щорічній конференції Методистської Єпископальної Церкви Дженезі в Лаймі, штат Нью-Йорк, на південь від Рочестера. 1850 року було вирішено розширити навчальний заклад із семінарії в коледж або зоб'єднати коледж із семінарією, щоб у підсумку утворити коледж Дженезі. Однак незабаром багато хто подумав, що розташування закладу буде недостатньо центральне. Це питання ускладнювалося новою залізницею, яка конкурувала з каналом Ері та переконфігурувала основні економічні канали регіону в обхід Лайми. Опікуни коледжу, що переживав труднощі, вирішили знайти інше місце, економічні та транспортні переваги якого могли б забезпечити надійнішу базу підтримки.

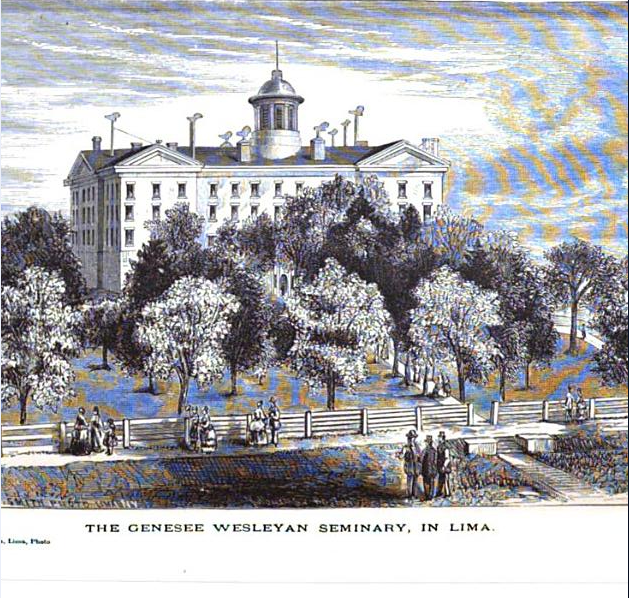
Дженезька Весліанська семінарія

Коледж почав шукати новий дім у той самий час, коли Сіракузи, що за дев'яносто миль на схід, намагалися відкрити в місті університет після того, як їм не вдалося переконати Езру Корнелла та Ендрю Діксона Вайта розмістити Корнельський університет у Сіракузах, а не в Ітаці. Мешканець Сіракуз Вайт наполягав, щоб новий університет перемістився на пагорб у місті (теперішнє місце розташування Сірак'юського університету) через привабливий транспортний вузол міста, що полегшив би набір викладачів, студентів та інших відомих людей. Своєю чергою Корнелл, який працював у Сіракузах і був двічі позбавлений зарплати, наполягав на тому, що університет має бути розташований в Ітаці на його великій фермі на Іст-Гілл, звідки відкривається вид на місто та озеро Каюга[джерело?].
Тим часом між методистськими служителями, Лаймою та містами, що змагалися в усьому штаті, тривали кілька років суперечок щодо пропозиції перенести коледж Дженезі до Сіракуз. У той час міністри хотіли отримати частку коштів від Закону про надання землі Моррілла для коледжу Дженезі. Вони погодилися на quid pro quo пожертву в розмірі тогочасних 25 000 доларів від сенатора Корнелла в обмін на їхню (та їхніх методистів) підтримку його законопроєкту. Останній наполягав на тому, щоб угода була вписана в рахунок, і Корнелл став Університетом земельних грантів штату Нью-Йорк у 1865 році[джерело?]. 1869 року коледж Дженезі отримав дозвіл штату Нью-Йорк на переїзд до Сіракуз, але Лайма отримала судову заборону на блокування цього переїзду, і тому Дженезі залишався в Лаймі до розпуску в 1875 році. На той час, однак, судова заборона стала спірною через заснування нового університету 24 березня 1870 року. Того дня штат Нью-Йорк надав новому Сірак'юському університету (SU) власний статут, незалежний від коледжу Дженезі. Методистська церква передплатила 400 000 доларів США, а місто Сіракузи запропонувало 100 000 доларів на відкриття школи. Єпископ Джессі Трусделл Пек пожертвував 25 000 доларів на запропоновану школу й був обраний першим президентом Опікунської ради. Деніел Стіл, колишній президент Дженезького коледжу, був першим адміністративним керівником SU до призначення канцлера.
Університет відкрився у вересні 1871 року в орендованому приміщенні в центрі міста. Суддя Джордж Ф. Комсток, член опікунської ради нового університету, запропонував школі 50 акрів (200 000 м2) сільськогосподарської землі на схилі пагорба на південний схід від центру міста. Комсток мав намір, щоб Сіракузький університет і пагорб розвивалися як єдине ціле; сучасний опис подає останнє як «гарне місто… що виростає на схилі пагорба та спільноту вишуканих і культивованих учасників… засноване поблизу місця, яке незабаром стане центром великого та благодійного навчального закладу».
Університет був заснований як спільне навчання та расово інтегрований: «відкритий для чоловіків і жінок, білих і чорних». На церемоніях відкриття президент Пек заявив: «Умови вступу мають бути рівними для всіх… тут не повинно бути образливої дискримінації щодо жінок… мозок і серце матимуть справедливий шанс…». Сіракузи реалізували цю політику з високою часткою студенток для своєї епохи. У коледжі вільних мистецтв співвідношення між студентами та студентками протягом 19 століття було приблизно рівним. Коледж образотворчих мистецтв був переважно жіночим, тоді як нижчий відсоток жінок навчався в коледжі медицини та коледжі права. Чоловіків і жінок навчали разом на тих самих курсах, і багато позакласних заходів також були спільними. Окрім цього, Сіракузи створили «тільки жіночі» організації та клуби.

### Розширення

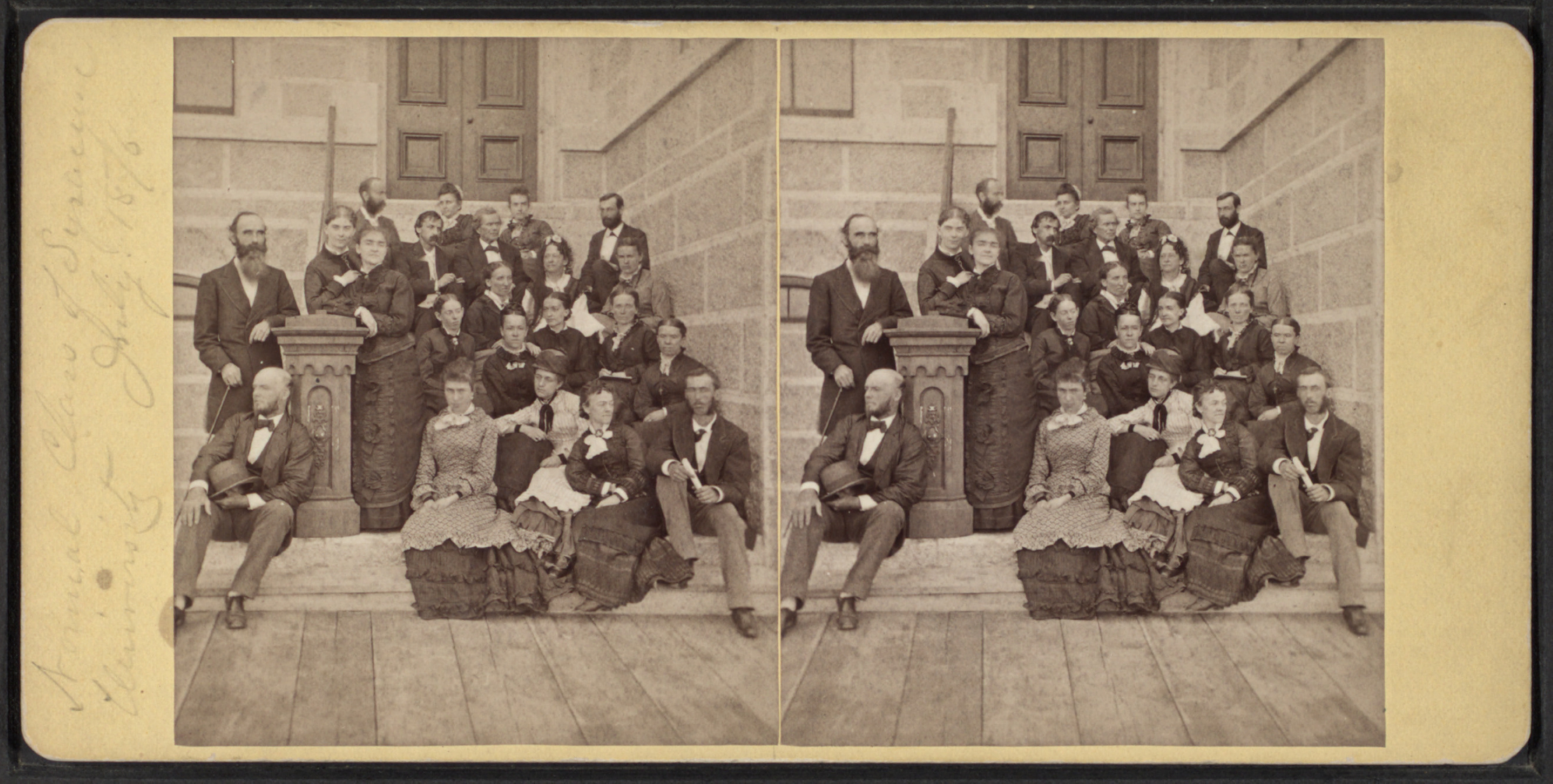
Перший щорічний курс Сірак'юського університету в липні 1876 року

Спільне навчання в SU сягає корінням у перші дні коледжу Дженезі, де викладачі та студенти, такі як Френсіс Віллард і Белва Локвуд, перебували під сильним впливом Жіночого руху в сусідньому Сенека-ФоЛлс, Нью-Йорк. Однак прогресивна політика спільного навчання, яка практикується в Дженезі, незабаром зустріне суперечки в новому університеті в Сіракузах. У 1870-х коледжі та університети приймали мало студенток. Адміністратори та викладачі стверджували, що жінки мають нижчий розум і не можуть опанувати математику та класику. Своєю чергою Ераст Отіс Гейвен, ректор Сіракузського університету та колишній президент Мічиганського університету та Північно-Західного університету, стверджував, що жінки повинні отримувати переваги вищої освіти. Він записав свою дочку Френсіс до Сірак'юського університету, де вона приєдналася до інших новоприйнятих студенток у заснуванні жіночого товариства Гамма Фі Бета. Залучення жінок на перших порах до університету призвело до поширення різних жіночих клубів і товариств. Френк Смоллі, професор зі SU, ввів термін «сорорити» спеціально для Гамма Фі Бета.

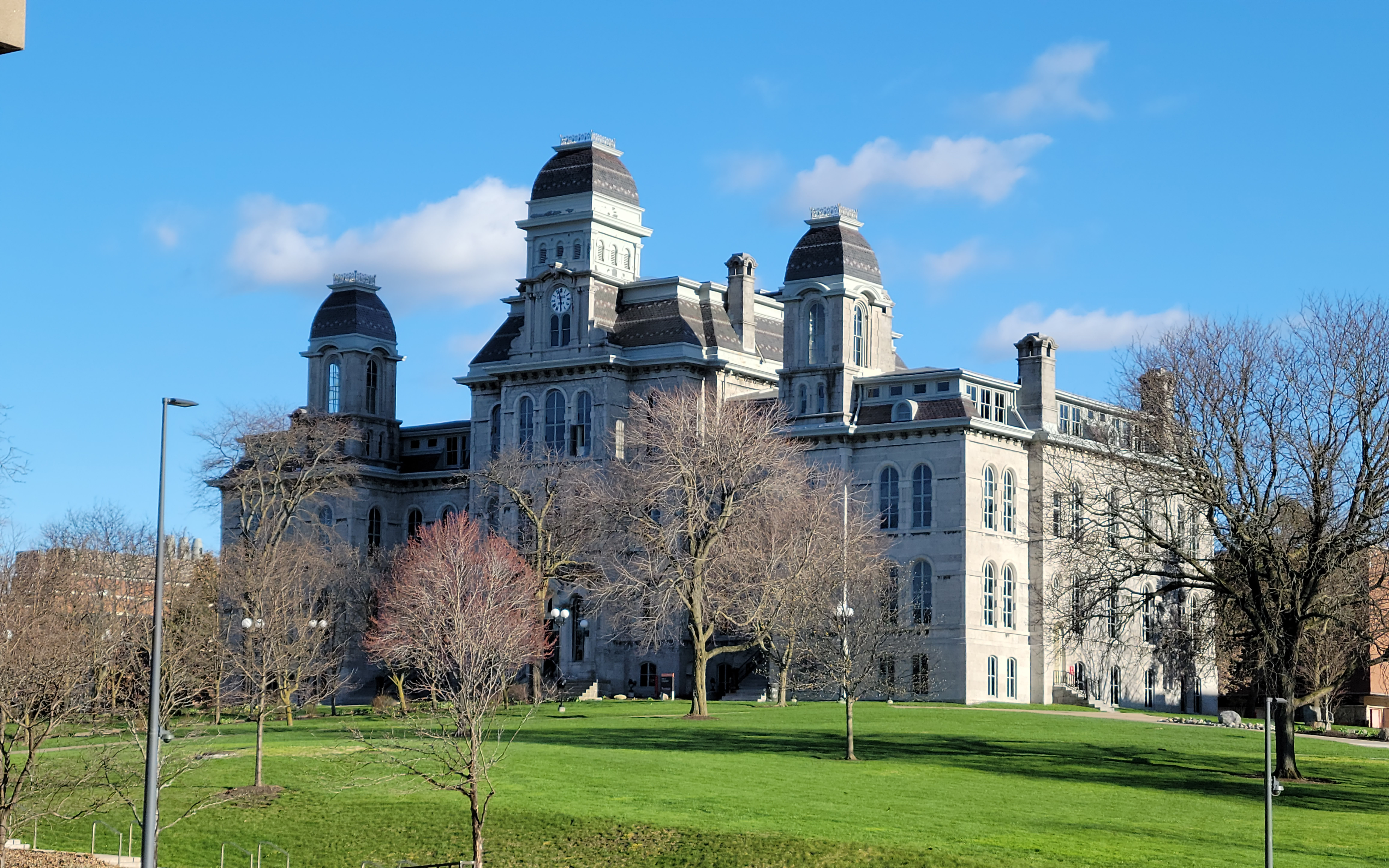
Зал мов був першою будівлею в кампусі Сірак'юського університету.

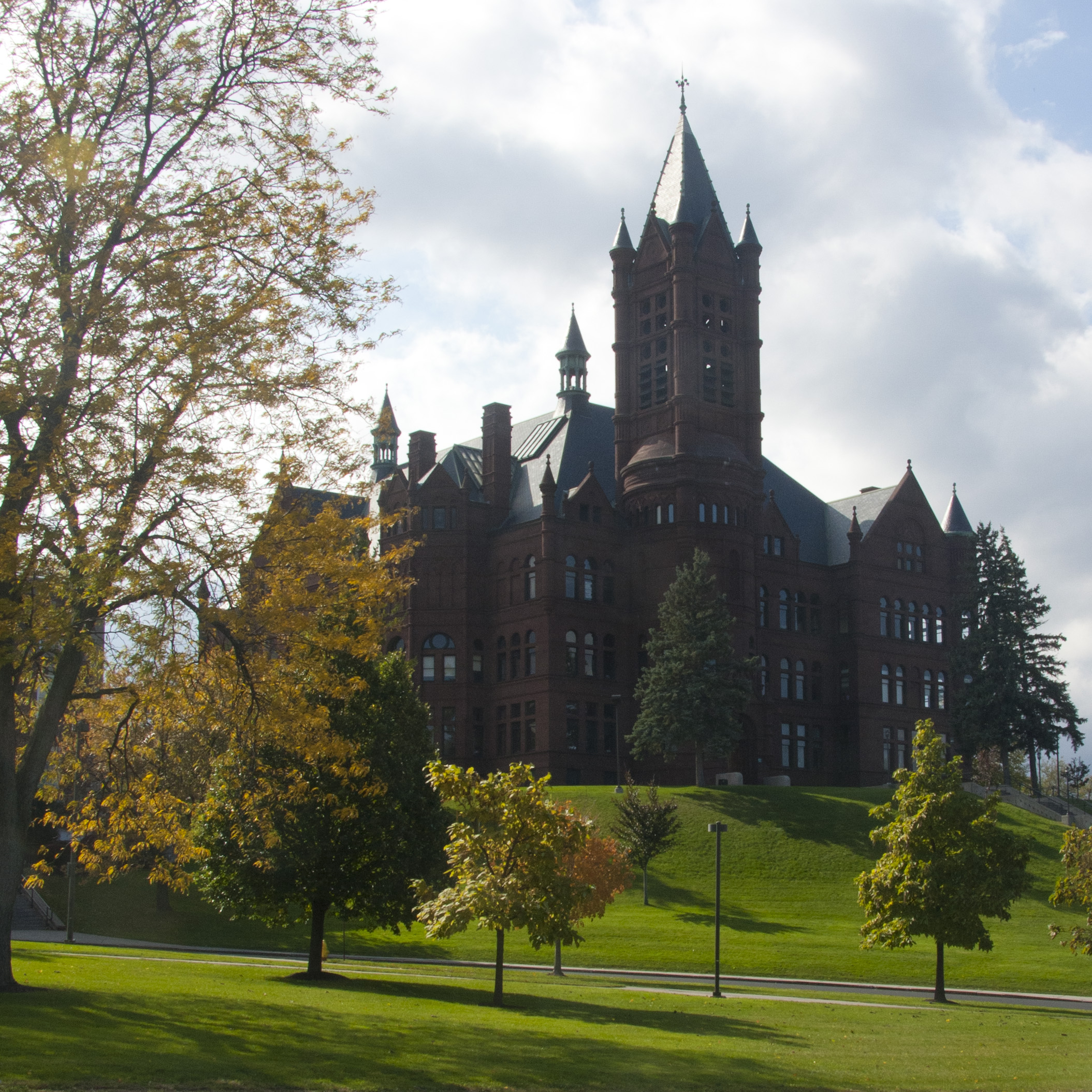
Коледж Крауз, романська будівля, завершена 1889 року, розмістила перший Коледж образотворчого мистецтва в США. Нині це будинок музичної школи Сетнор.

Наприкінці 1880-х років університет почав стрімко будуватись. За обсерваторією Голден (1887) з'явилися дві будівлі епохи романського відродження — бібліотека фон Ранке (1889), яка нині є гуманітарною будівлею Толлі, та коледж Крауз (1889). Разом із Залом мов ці перші будівлі стали основою для «Старого ряду», групи, яка разом зі своїм супутником Лон створила один з найбільш стійких образів SU. Підкреслено лінійна організація цих будинків уздовж краю пагорба відповідає традиції планування американського університетського містечка, яка датується будівництвом «Yale Row» у 1790-х роках.
Від заснування і до початку 1920-х років університет швидко розвивався. Він пропонував програми з фізичних наук і сучасних мов, а 1873 року додав одну з перших програм з архітектури в США. Це також був перший заклад, який надав ступінь бакалавра образотворчих мистецтв (BFA) у країні. У 1874 році в SU створили перший у країні ступінь бакалавра образотворчих мистецтв. Двома роками пізніше школа запропонувала свої перші магістратури в коледжі мистецтв і наук. 1911 року SU створив свою першу докторську програму. 1919 року в університеті створили власну бізнес-школу, яка містить кілька програм MBA. 1934 року була заснована Школа журналістики, нині Школа суспільних комунікацій С. І. Ньюгауса.

Зростання Сірак'юського університету з невеликого гуманітарного коледжу у великий всеосяжний університет відбулося завдяки зусиллям двох чоловіків — канцлера Джеймса Роско Дея та Джона Дастіна Арчболда. Джеймс Роско Дей служив у церкві Голгофи в Нью-Йорку, де він подружився з Арчболдом. Останній був капіталістом, філантропом і президентом опікунської ради Сірак'юського університету. Арчболд був відомий як права рука Джона Д. Рокфеллера та наступник у Standard Oil Company, а також був близьким другом ректора Джеймса Р. Дея і за своє життя передав університету майже 6 млн доларів. За словами журналіста у 1917 році:
Містер Арчболд … є президентом опікунської ради Сірак'юського університету, закладу, який настільки процвітав після його зв'язку з ним, що число його студентів зросло з сотень до понад 4000, включно з 1500 молодих жінок, що ставить його в перелік провідних навчальних закладів США.
У 1905 році Джеймс Д. Фелпс отримав від Ендрю Карнегі пожертву в розмірі 150 000 доларів США на нову університетську бібліотеку за умови, що сам університет збирає таку ж суму як пожертвування для бібліотеки. SU зібрав необхідний фонд трохи більше ніж за місяць, причому найбільшу частку вніс Арчболд. 11 вересня 1907 року відбулося перенесення колекції фон Ранке зі старої будівлі бібліотеки, що знаменувало відкриття нової Бібліотеки Карнегі з колекцією понад 71 000 томів.

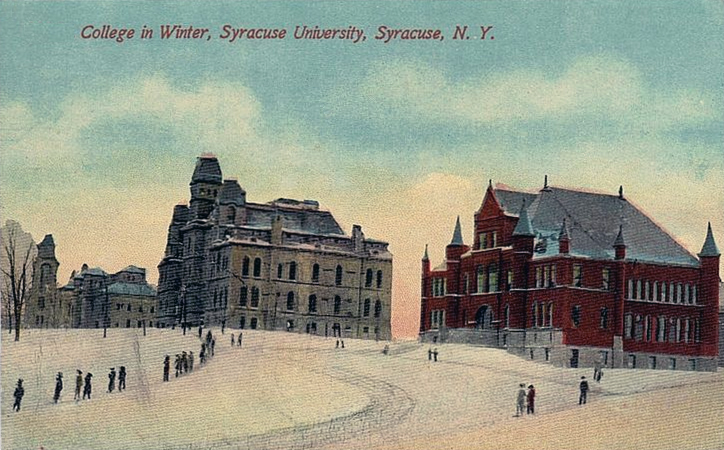
Зліва направо: Зал мов і Бібліотека фон Ранке

На додаток до підтримки фінансової платоспроможності університету в перші роки, Арчболд також вніс кошти на вісім будівель, зокрема повну вартість Арчболдського стадіону (відкритий 1907 року, знесений 1978 року), Сімс-Гол (чоловічий гуртожиток, 1907 рік), Арчболдська гімназія (1909 рік; була майже знищена пожежею 1947 року, але все ще використовується), і спортивне поле.

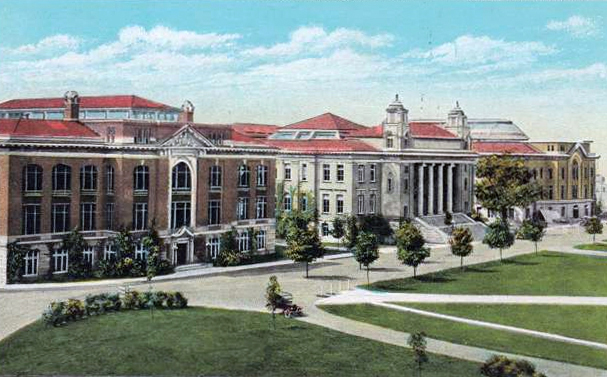
Зліва направо: Bowne Hall, Бібліотека Карнегі, Арчболдська гімназія

### Сучасність

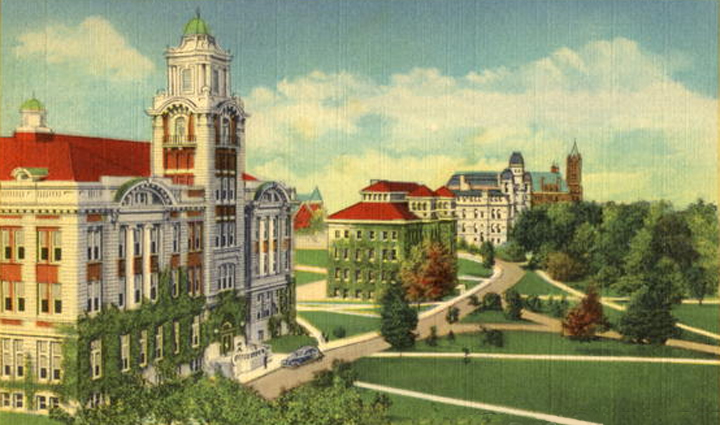
The Old Row, кампус Сірак'юського університету, 1920 рік

Після Другої світової війни Сірак'юський університет перетворився на велику науково-дослідну установу. За чотири післявоєнні роки кількість учнів зросла завдяки G.I. Bill — законопроєкту, який сплачував навчання, проживання, харчування та невелику допомогу для ветеранів, які повернулися з Другої світової війни. 1946 року університет прийняв 9464 першокурсників, майже вчетверо більше, ніж попередній вхідний клас. Кампуси-філії були засновані в Ендікотті, Нью-Йорк, і Ютіці, Нью-Йорк, які стали Університетом Бінгемтона та Університетом Ютики відповідно.
Наприкінці 1950-х років SU посідав дванадцяте місце в національному рейтингу за обсягом спонсорованих досліджень, і в них брали участь понад чотириста професорів і аспірантів. З початку 1950-х та до 1960-х років SU додав програми та персонал, що продовжило трансформацію школи в дослідницький університет. У 1954 році Артур Філліпс був найнятий з Массачусетського технологічного інституту і заснував першу лабораторію дослідження тварин, вільних від патогенів. Лабораторія була зосереджена на вивченні медичних проблем на тваринних моделях. Школа соціальної роботи, яка згодом об'єдналася в Коледж екології людини, була заснована 1956 року. Інженерний коледж також заснував другу за віком програму комп'ютерної інженерії та біоінженерії в країні. 1962 року Семюель Ірвінг Ньюгаус-старший пожертвував 15 млн доларів на початок будівництва Школи комунікацій, яка згодом стала відомою як Школа суспільних комунікацій імені С. І. Ньюгауса. 1966 року Сірак'юський університет був прийнятий до Асоціації американських університетів.

### Аварія Pan Am (1988)

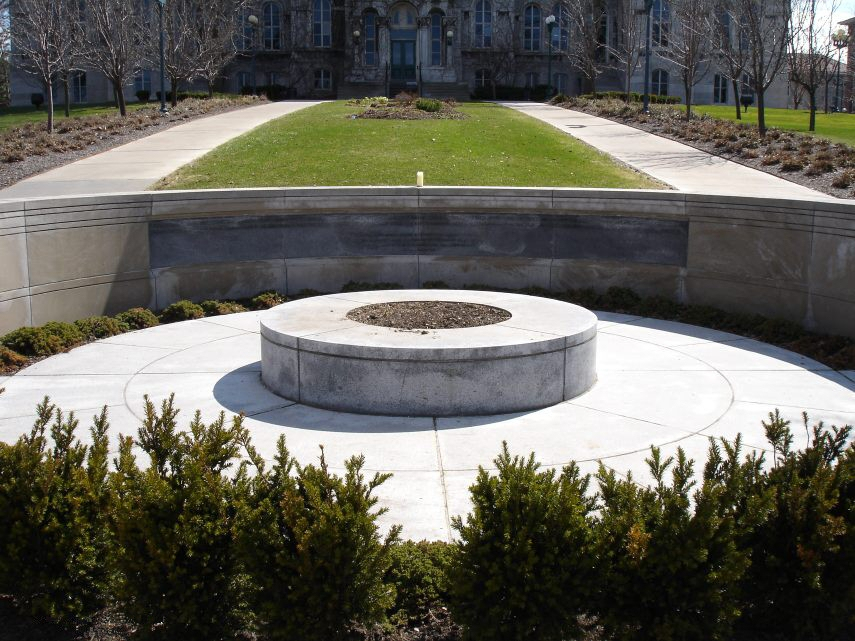
Меморіал рейсу 103

21 грудня 1988 року 35 студентів Сірак'юського університету загинули в результаті підриву терористами рейсу 103 Pan Am над Локербі, Шотландія. Студенти поверталися з програми навчання за кордоном у Європі. Того вечора Сірак'юський університет продовжив баскетбольний матч через кілька годин після нападу, за що університет піддався жорсткій критиці. Підрив рейсу 103 був найбільш смертоносним терористичним нападом на США до подій 11 вересня 2001 року.
У квітні 1990 року університет посвятив меморіальну стіну студентам, які загинули під час рейсу 103, споруджену біля входу в головний кампус перед Залою мов. Щорічно в SU протягом осіннього семестру проводиться «Тиждень пам'яті» для вшанування пам'яті студентів. Університет також підтримує зв'язок із трагедією з програмою «Вчені пам'яті», коли 35 студентів отримують стипендії на останньому курсі університету. За програмою «Lockerbie Scholars» двоє випускників Академії Локербі навчаються в Сіракузах протягом одного року.

## Академічна інформація
SU — це всеосяжний науково-дослідний університет, акредитований Комісією з вищої освіти Середніх Штатів. Більшість вступників припадає на денну чотирирічну програму бакалаврату, яка поєднує мистецтво, науку та професії.
Найпопулярнішими спеціальностями в університеті є:
- комунікації, журналістика та суміжні програми
- соціальні науки
- бізнес, менеджмент, маркетинг та супутні послуги підтримки
- візуальне та виконавське мистецтво
- інженерія.

Середній рівень утримування першокурсників (показник задоволеності студентів) становить 91 %. Співвідношення студентів і викладачів Сірак'юського університету становить 15:1, і 58,5 % груп складається менш ніж з 20 студентів.

### Устрій
Сірак'юський університет складається з 13 шкіл і коледжів.
Університетом керує опікунська рада з 70 членів, з яких 64 члени обираються радою на чотирирічний термін, а ще 6 обираються випускниками на чотирирічний термін. З 64 опікунів, обраних радою, троє мають представляти певні конференції Об'єднаної методистської церкви. Крім того, канцлер і президент Асоціації випускників є довіреними особами з правом голосу за посадою. Два студенти та один викладач є представниками без права голосу в раді. Рада обирає та встановлює платню канцлера. Статут університету також засновує університетський сенат із «загальним наглядом над усіма освітніми справами, що стосуються університету в цілому». Сенат складається з адміністраторів, викладачів, студентів і співробітників.

### Приймання студентів
Відповідно до класифікації Карнегі процес прийому в SU є «більш вибірковим». У 2023 році університет прийняв 17 545 із 42 089 абітурієнтів (41,69 %). 3672 учні були зараховані, що відповідає коефіцієнту зарахування на рівні 20,93 %. У 2024 році в університет надійшло близько 45 000 заявок.
У 2018 році 26 % вступників були кольоровими студентами; 18 % були студентами першого покоління; 21 % мали право на федеральний грант Пелла (показник для малозабезпечених студентів), а 75 % отримували певну фінансову допомогу. Студенти приїхали з 48 штатів, а також Вашингтона, Гуаму та Пуерто-Рико. Майже 600 іноземних студентів бакалаврату з 59 країн також були прийняті до університету.

### Наукові ступені
Університет пропонує ступінь бакалавра з більш ніж 200 спеціальностей у дев'яти школах і коледжах. Ступінь бакалавра пропонують:
- Школа архітектури,
- Коледж мистецтв і наук,
- Школа освіти,
- Коледж спорту та людської динаміки Девіда Б. Фалька,
- Коледж інженерії та комп'ютерних наук,
- Школа інформаційних досліджень,
- Школа менеджменту Мартіна Дж. Вітмена,
- Школа суспільних комунікацій імені С. І. Ньюгауса,
- Коледж візуальних та виконавських мистецтв.

Також пропонуються магістерські та докторські ступені онлайн і з відвідуванням на магістратурі та на спеціалізованих програмах Школи менеджменту, Школи громадянства та зв'язків з громадськістю Максвелла, Юридичного коледжу тощо. Крім того, SU пропонує сертифікати програм поглибленого навчання для спеціалізованих програм для освіти, консультування та інших наукових сфер.
З 1911 року університет пропонує кілька міжнародних програм навчання. SU Abroad, раніше відомий як Відділ міжнародних програм за кордоном (DIPA), наразі пропонує спільні програми з університетами понад 40 країн. В SU є вісім міжнародних центрів, які називаються SU Abroad Centers, що пропонують структуровані програми з різноманітних навчальних дисциплін. Центри розташовані в Пекіні, Стамбулі, Флоренції, Гонконгу, Лондоні (Будинок Фарадея), Мадриді, Страсбурзі та Сантьяго.

### Рейтинги та репутація
| Академічне рейтингування | Академічне рейтингування |
| Національні              | Національні              |
| ------------------------ | ------------------------ |
| Forbes                   | 102                      |
| THE / WSJ                | 117                      |
| U.S. News & World Report | 67                       |
| Washington Monthly       | 97                       |
| Міжнародні               |                          |
| QS                       | 801–850                  |
| THE                      | 401–500                  |
| U.S. News & World Report | 479                      |

| Аудіологія                        | 29  |
| Біологічні науки                  | 112 |
| Бізнес                            | 84  |
| Хімія                             | 96  |
| Клінічна психологія               | 50  |
| Комп'ютерні науки                 | 68  |
| Науки про Землю                   | 54  |
| Економіка                         | 50  |
| Освіта                            | 55  |
| Інженерія                         | 111 |
| Англійська                        | 73  |
| Образотв. мистецтво               | 53  |
| Історія                           | 67  |
| Право                             | 102 |
| Бібліотеки та інформ. дослідження | 6   |
| Математика                        | 74  |
| Фізика                            | 69  |
| Політична наука                   | 50  |
| Психологія                        | 90  |
| Зв'язки з громадськістю           | 1   |
| Соціальна робота                  | 59  |
| Соціологія                        | 61  |
| Логопедична патологія             | 32  |

| Магістр комп'ютерних інформаційних технологій               | 19  |
| Магістр комп'ютерних інформаційних технологій для ветеранів | 11  |
| Магістр бізнес-програм (за винятком MBA)                    | 47  |
| Магістр бізнес-програм для ветеранів (за винятком MBA)      | 25  |
| Програми MBA                                                | 54  |
| Програми MBA для ветеранів                                  | 32  |
| Програми бакалавра                                          | 133 |

| Мистецтво та гуманітарні науки      | 218 |
| Економіка та бізнес                 | 232 |
| Інженерія                           | 899 |
| Фізика                              | 245 |
| Соціальні науки та охорона здоров'я | 221 |

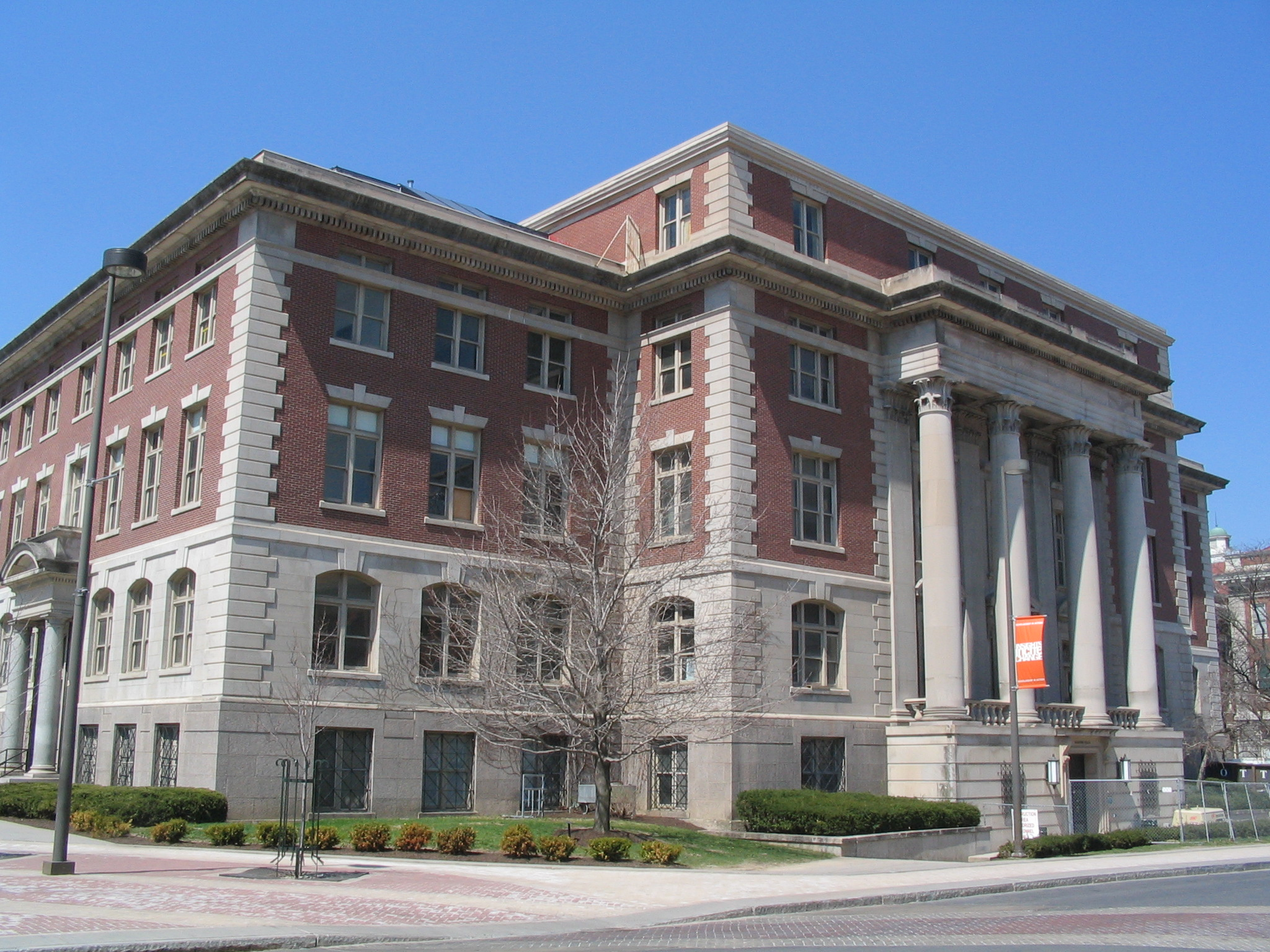
Slocum Hall, Школа архітектури

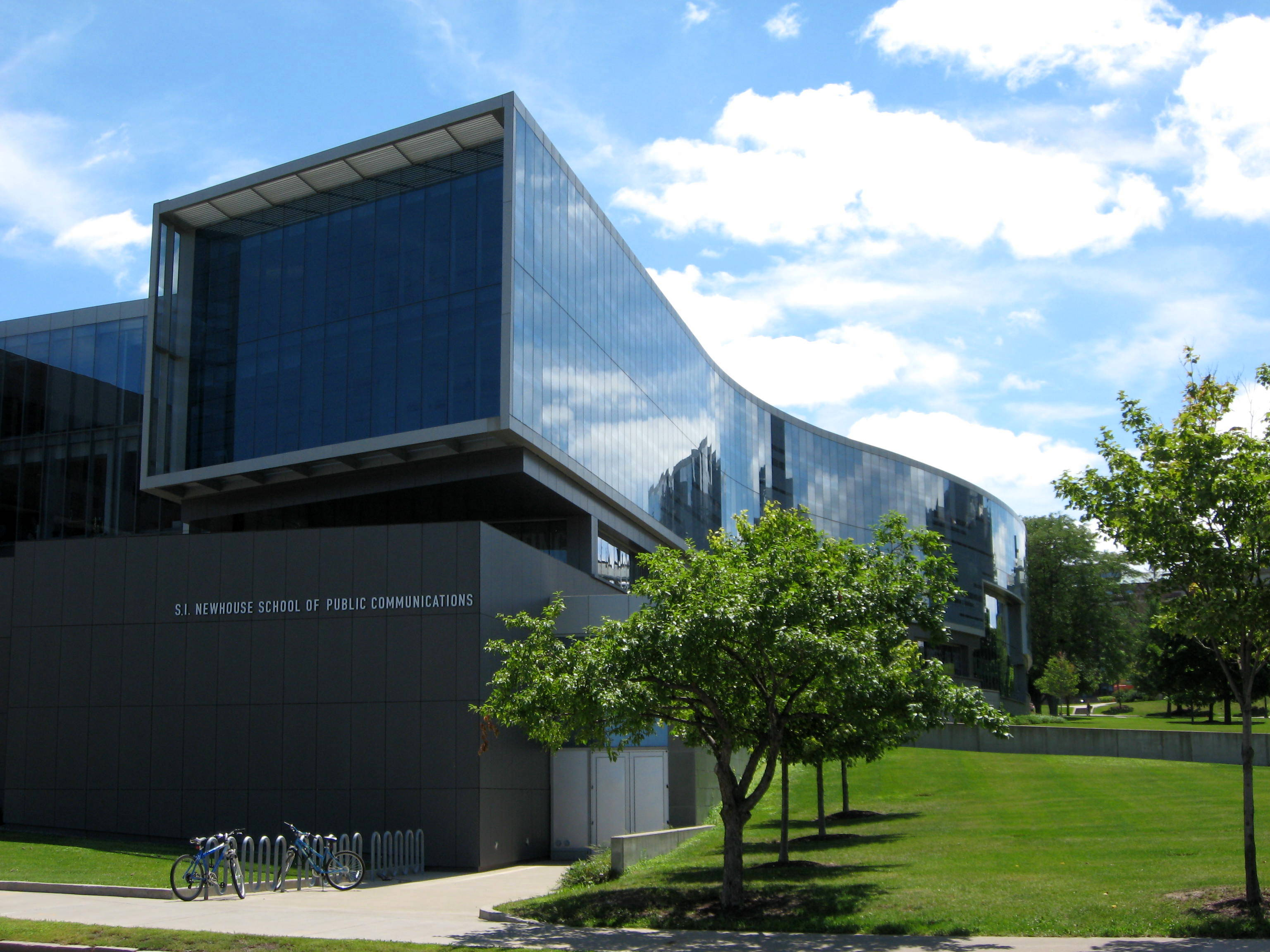
Школа суспільних комунікацій С. І. Ньюгауса

У своєму рейтингу коледжів США за 2021 рік U.S. News & World Report поставив Сірак'юський університет на 58 місце серед національних університетів для студентів. В опитуванні 2019 року Академічного рейтингу університетів світу SU перебуває у списку 100 найкращих університетів світу зі соціальних наук. Того ж року університет посів 22 місце в рейтингу штату Нью-Йорк за середніми зарплатами професорів. У 2015 та 2019 роках займав 1 місце в списку найкращих партійних шкіл The Princeton Review за 2015 та 2019 роки.. Також був названий одним із найкращих продюсерських закладів програмою Фулбрайта за 2020—2021 роки.
Програма бакалавра архітектури Школи архітектури університету займала 5 місце в національному рейтингу журналу Design Intelligence за 2019—2020 року у категоріях найбільш найманих і найбільш шанованих випускників,.

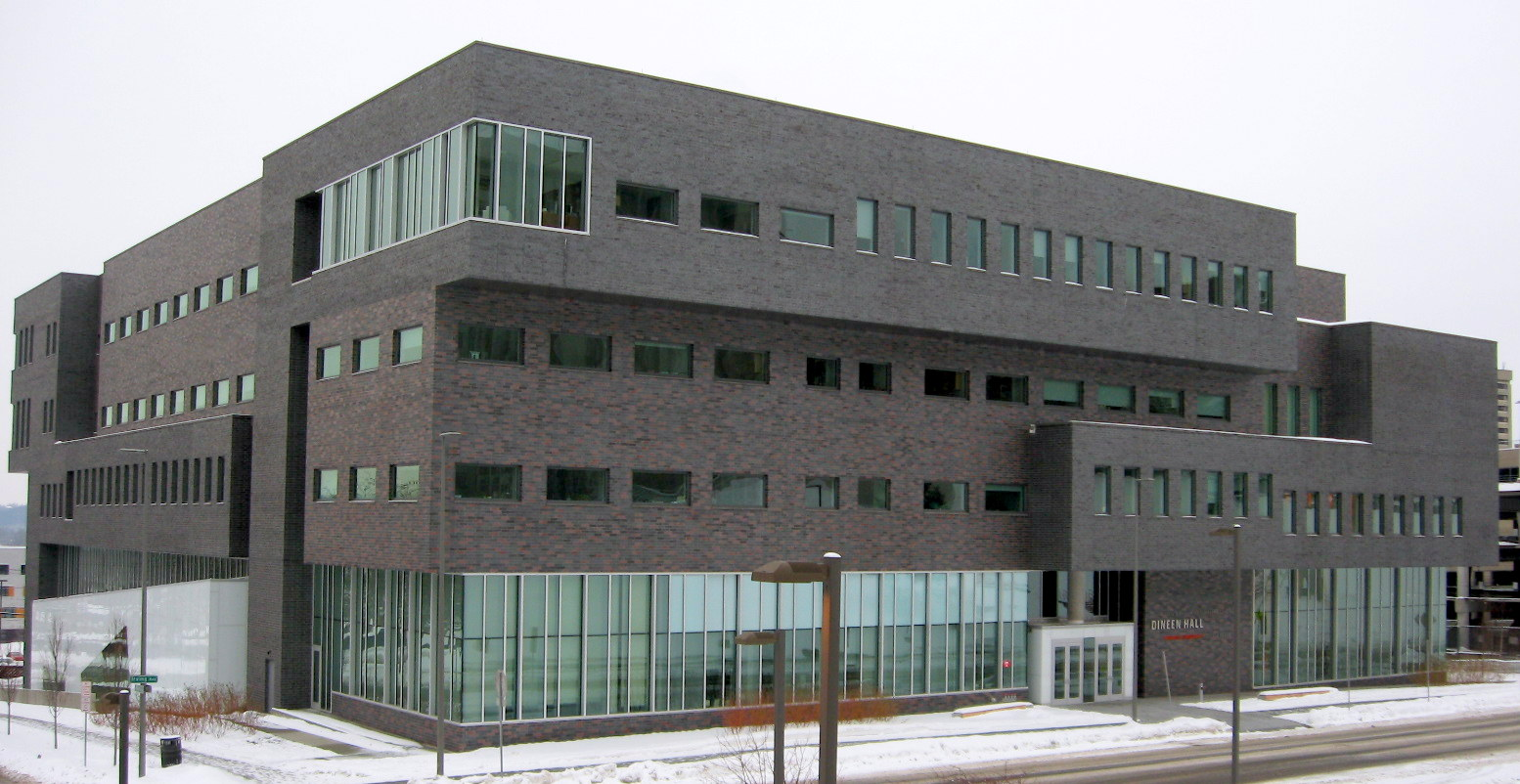
Dineen Hall, Юридичний коледж

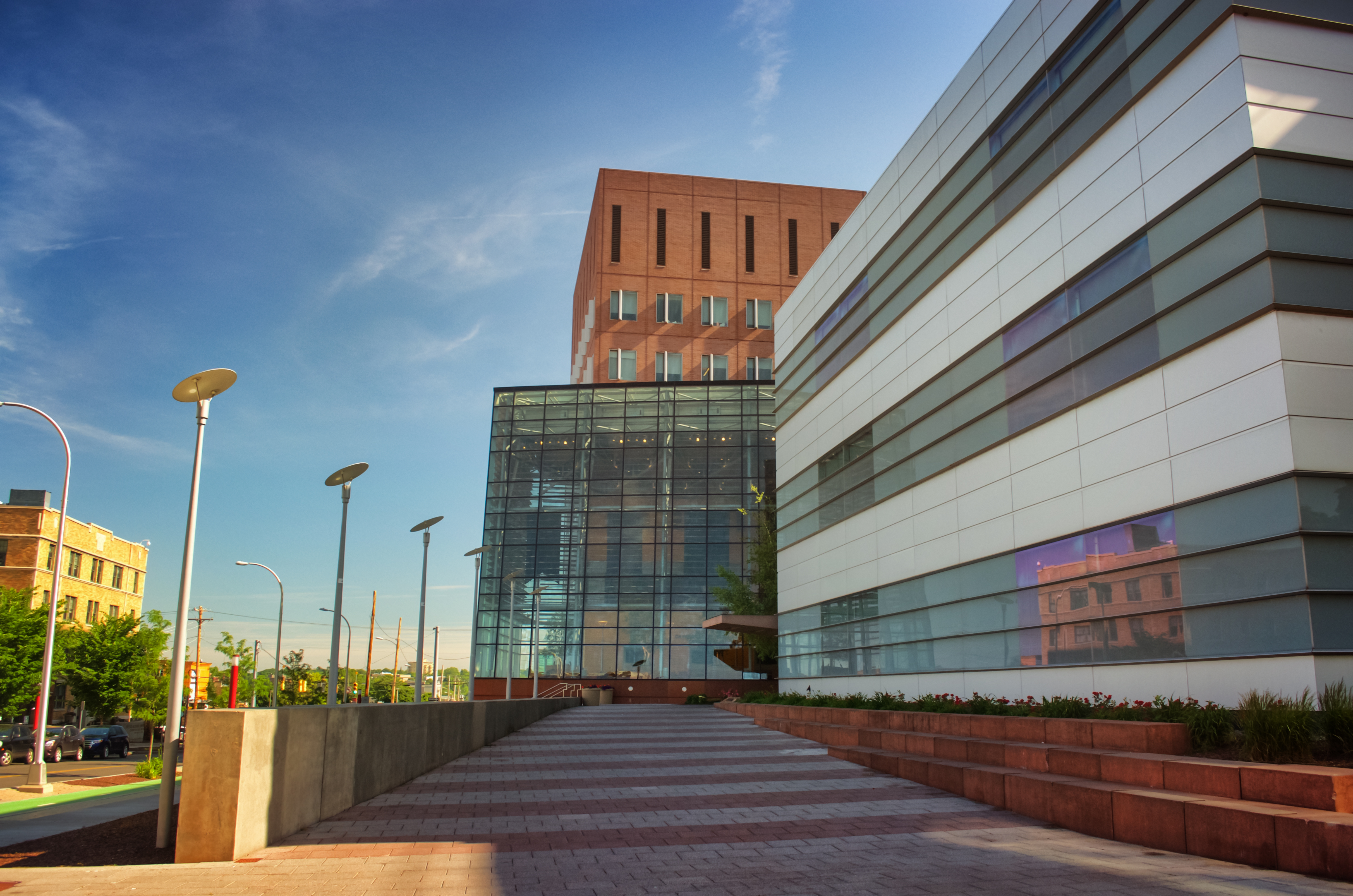
Школа менеджменту Мартіна Дж. Вітмена

Школа інформаційних досліджень пропонує курси з управління інформацією та технології на рівнях бакалаврату та магістратури університету. Її магістерська програма з бібліотечних та інформаційних студій посіла 6 місце від U.S. News & World Report у списку найкращих у Сполучених Штатах на 2022 рік, при цьому магістерська програма «Шкільні бібліотечні медіа» посіла 3 місце, «Цифрове бібліотекознавство» — 4 місце, програма «Інформаційні системи» — 5 місце.
2003 року Школа менеджменту була перейменована на Школу менеджменту Мартіна Дж. Вітмена, який був випускником 2003 року і благодійником. У школі навчається близько 2000 студентів та магістрів. Згідно з U.S. News & World Report за 2022 рік, програма магістратури посіла 84 місце серед бізнес-шкіл у всій країні. Крім того, The Chronicle of Higher Education назвала Школу бухгалтерського обліку Джозефа І. Любіна 10 найкращою в країні.
Юридичний коледж був на 102-му місці в національному рейтингу U.S. News & World Report за 2022 рік. 46-1 Президент США Джо Байден є випускником юридичного коледжу університету.

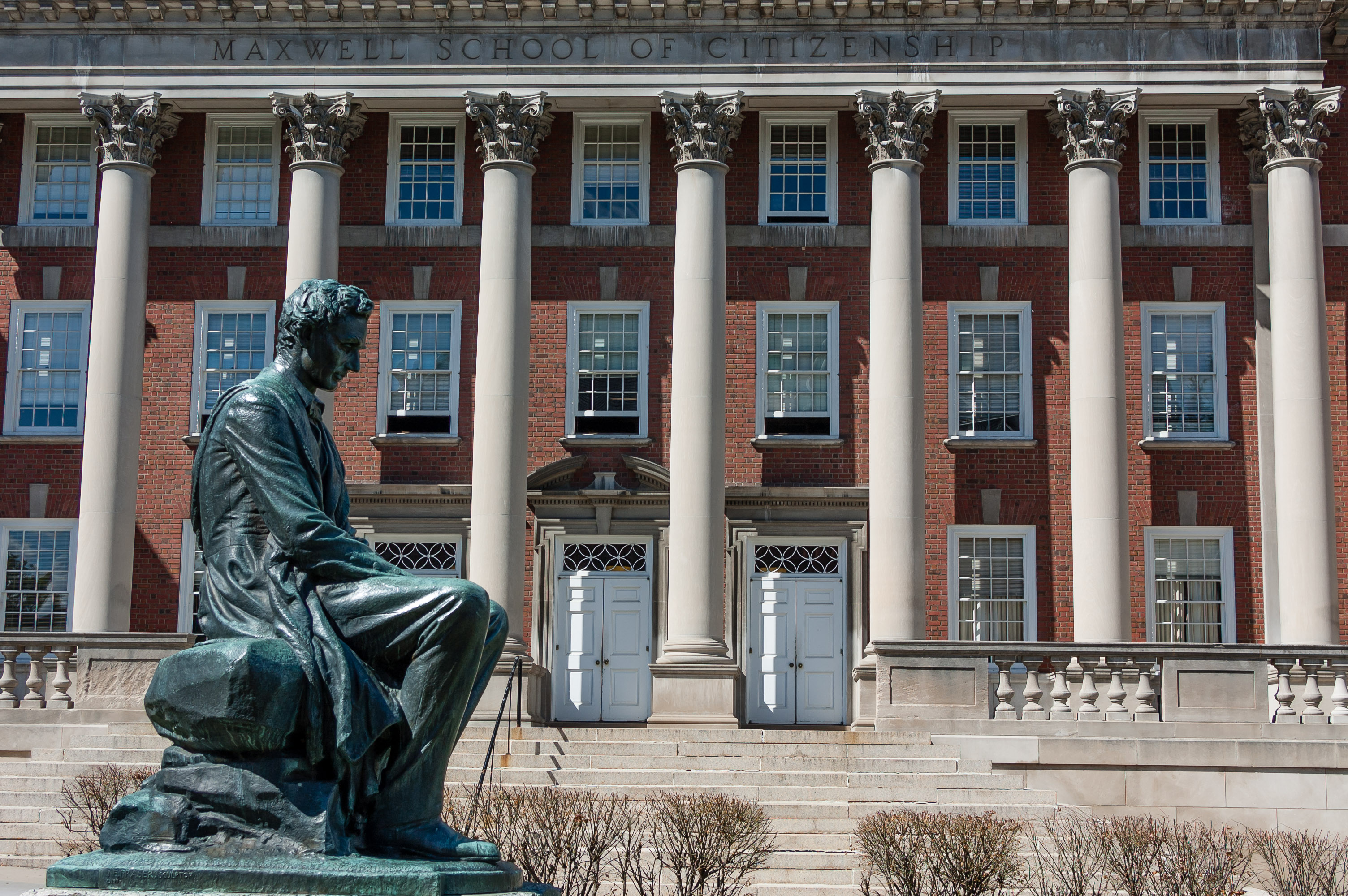
Статуя Авраама Лінкольна біля Школи громадянства та громадських справ Максвелла

Школа громадянства та зв'язків з громадськістю Максвелла поєднує соціальні науки з державним управлінням та міжнародними відносинами. У U.S. News & World Report за 2022 рік вона є школою № 1 зі зв'язків з громадськістю у США.
Military Times оцінює Сірак'юський університет як найкращу «Приватну школу для ветеранів» і як 5-е місце в рейтингу «Найкращі для ветеранів» у 2020 році. Університет також посів 30 місце в рейтингу «Найкращі коледжі для ветеранів» за версією U.S. News & World Report за 2022 рік. SU позиціонується як такий, що має центр ветеранів на кампусі школи, у місцевій громаді в центральному Нью-Йорку, і національний центр досліджень і програм, пов'язаних з ветеранським і військовим секторами. 2020 року школа завершила створення найсучаснішого Національного ресурсного центру для ветеранів (NVRC) вартістю 63 млн доларів США.

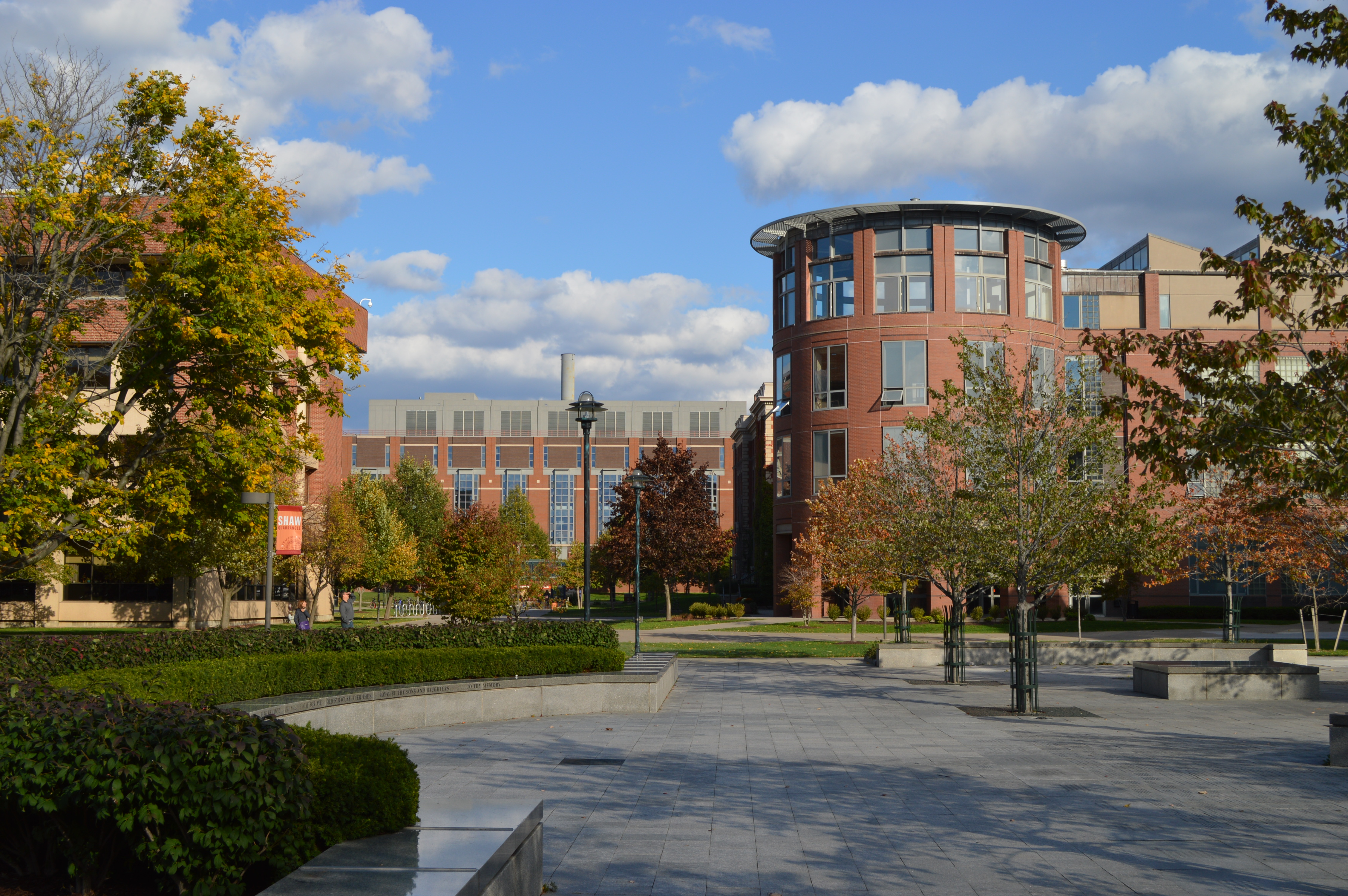
Зліва направо: Link Hall, Life Sciences Complex і Shaffer Art Building

Магістратура коледжу візуального та виконавського мистецтва (VPA) вважається однією з 50 найкращих програм у США. VPA займає 14 місце в мультимедійних/візуальних комунікаціях, 16 — у кераміці, 19 — у гравюрі та 20 — у скульптурі
2021 року Організація громадянських свобод FIRE присудила Сіракузам «Довічну цензурну нагороду» за «безсоромний напад на свободу слова».

### Бібліотеки

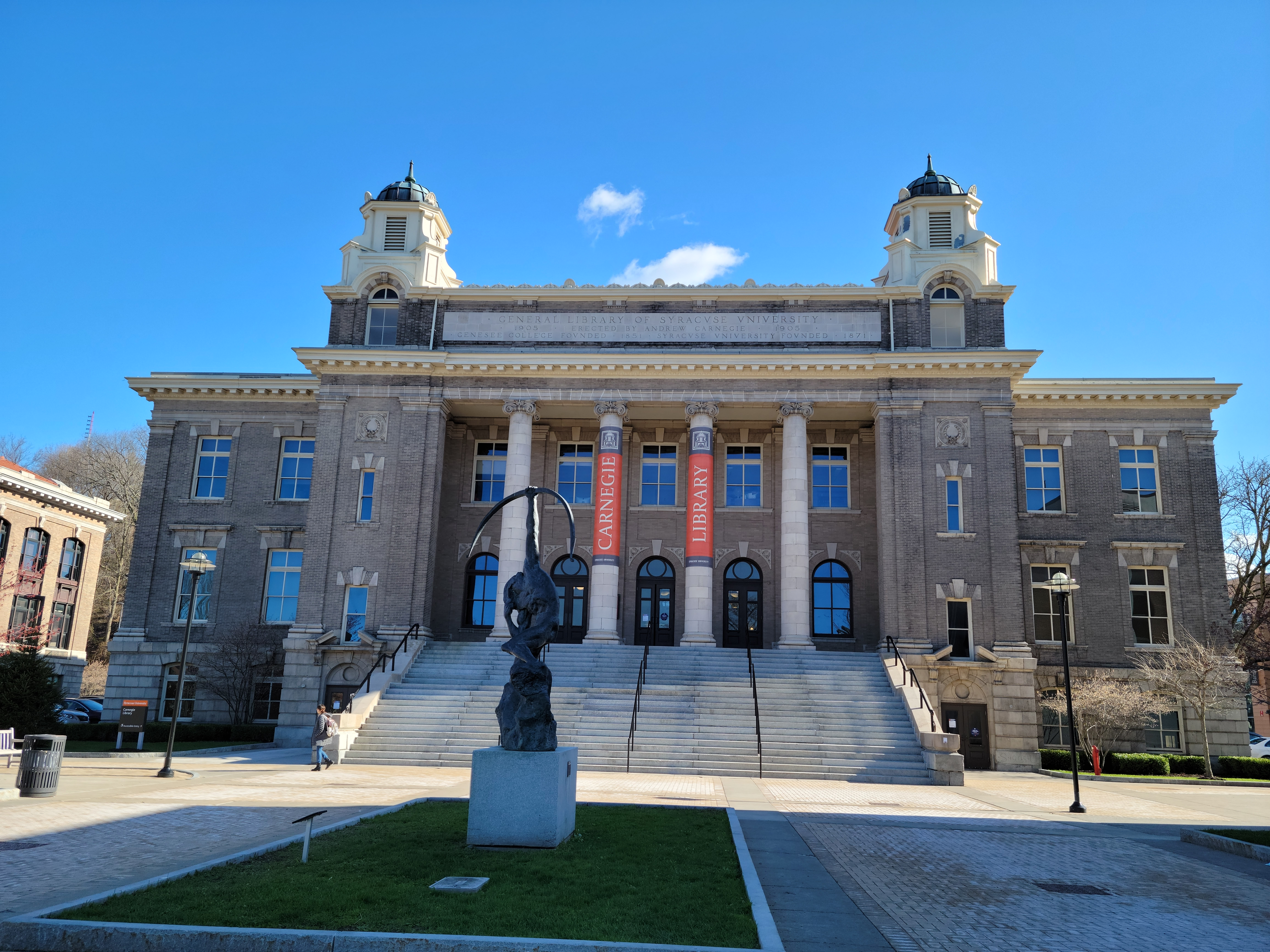
Бібліотека Карнегі при університеті

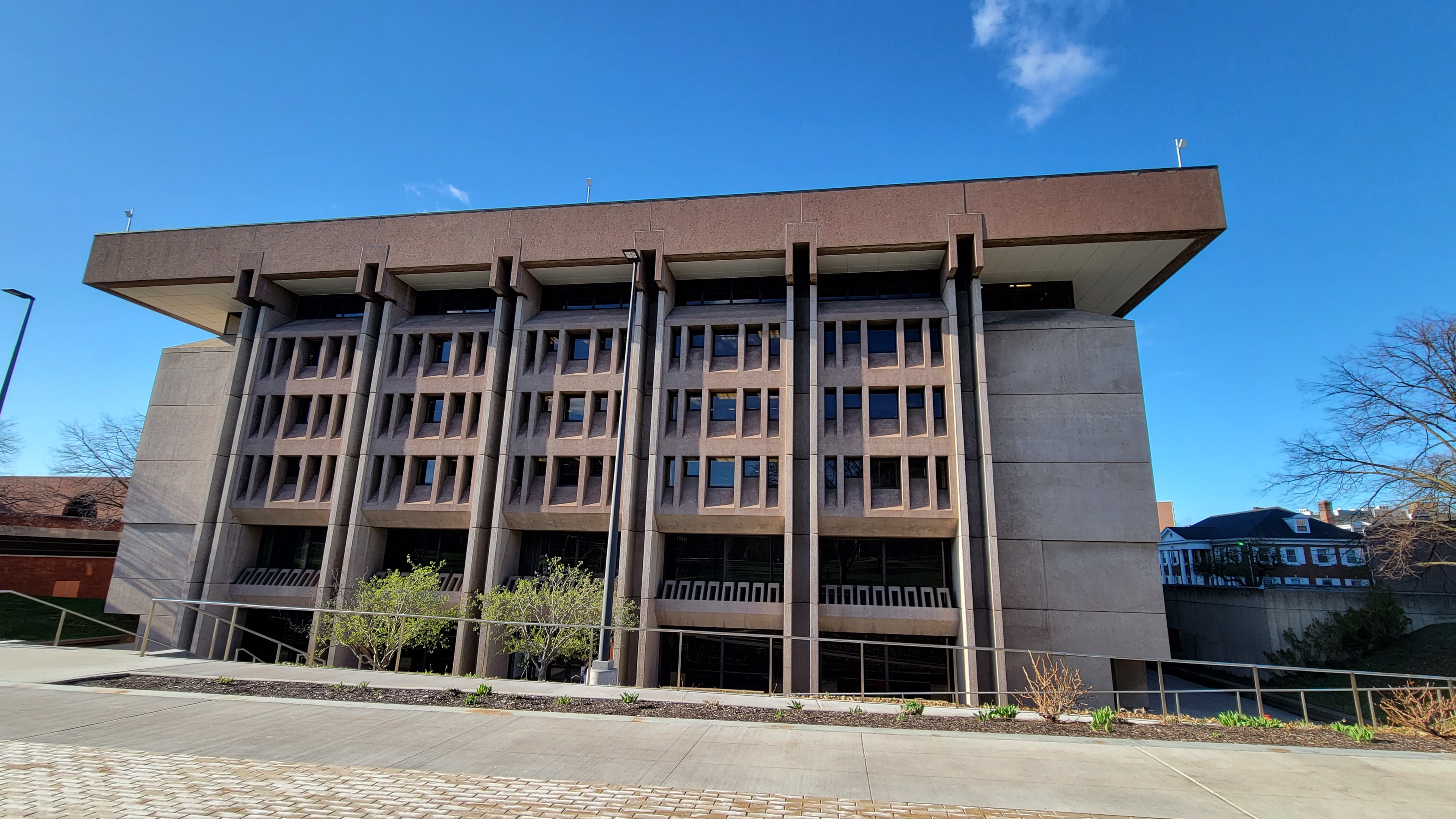
Bird Library при університеті

Головною бібліотекою Сірак'юського університету є Бібліотека E. S. Bird, відкрита у вересні 1972 року. Вона містять 2,3 млн книг, 11 500 періодичних видань, 14 000 м рукописів і рідкісних книг, 3,6 млн мікроформ та залишається однією зі ста найбільших бібліотек країни. В історичній бібліотеці Карнегі зберігається наукова та технічна колекція, яка також слугує читальним залом.
На території кампусу також є кілька кафедральних бібліотек. Багато визначних пам'яток історії — від клинописних табличок і папірусів до кількох кодексів, що датуються XI століттям до винаходу книгодрукування — знаходяться в Дослідницькому центрі спеціальних колекцій університету. До колекції також входять твори Галілея, Лютера, Жана Кальвіна, Вольтера, Ісаака Ньютона, Декарта, Френсіса Бекона, Семюеля Джонсона, Томаса Гоббса та Гете. Інші відомі колекції містять перші видання Редьярда Кіплінга та оригінальний другий аркуш Біблії Гутенберга. Крім того, до колекції входить особиста бібліотека Леопольда фон Ранке.
Bird також є домом для найбільшої колекції національних архівів Кенії і Танзанії. З 1878 року університет бере участь у програмі Федеральної депозитарної бібліотеки Урядового видавничого офісу США (GPO) як регіональна бібліотека-депозитарій. Це перша бібліотека, яка назавжди зберігає друковані колекції історичних урядових публікацій, випущених Генеральною прокуратурою США.
У липні 2008 року Сірак'юський університет став власником другої за величиною колекції платівок у США зі швидкістю 78 обертів після Бібліотеки Конгресу після пожертвування понад 200 000 записів. Пожертва, оцінена в 1 млн доларів США, більш ніж подвоїла університетську колекцію 78 об/хв платівок до приблизно 400 000.
Окрім цього, Bird також має спеціальну колекцію досліджень Гаррієт Табмен та колекцію екологічної справедливості та гендерної проблематики, що зберігається в Меморіальній бібліотеці Мартіна Лютера Кінга молодшого. Бібліотека MLK містить понад 15 000 надходжень з африканських, афроамериканських, афролатиноамериканських і карибських досліджень.
Університет також є домом для аудіолабораторії та архіву Белфера, фонди якого нараховують приблизно 540 000 записів у всіх форматах, переважно циліндрів, дисків і магнітних стрічок. Серед деяких з голосів, які можна знайти, є записи Томаса Едісона, Амелію Ергарт та Альберта Ейнштейна. З 2011 року заклад випускає Sound Beat, щоденну 90-секундну музичну програму, яка транслюється майже на 375 місцевих станціях в усій Північній Америці.

### Викладачі
Університет має 1013 викладачів повного робочого дня, 96 викладачів неповного робочого дня та 454 викладача-ад'юнкта. Приблизно 86 % професорсько-викладацького складу здобули докторські або професійні ступені. До складу нинішнього факультету входять такі вчені, як:
- Дон Мітчелл[en] — стипендіат Макартура, професор географії, який займався вивченням культурної географії;
- Брюс Кінгма[en] — заступник проректора та професор підприємництва Кауфмана, піонер у галузі інформаційної економіки та онлайн-навчання;
- Кетрін Бертіні[en] — професорка практики державного управління, яка працювала над роллю жінок у дистрибуції продовольства;
- Фредерік Ч. Байзер[en] — професор філософії, один із провідних дослідників німецького ідеалізму;
- Мері Карр[en] — професорка літератури імені Джессі Трусделла Пека, яка здобула стипендію Гуггенгайма з поезії;
- Джон Капуто[en] — професор гуманітарних наук Томаса Дж. Вотсона, заснував слабку теологію;
- Шон О'Кіф[en] — колишній голова Airbus Group, Inc. і колишній міністр ВМС;
- Елізабет Ф. Коен[en] — політична теоретикиня.

## Випускники

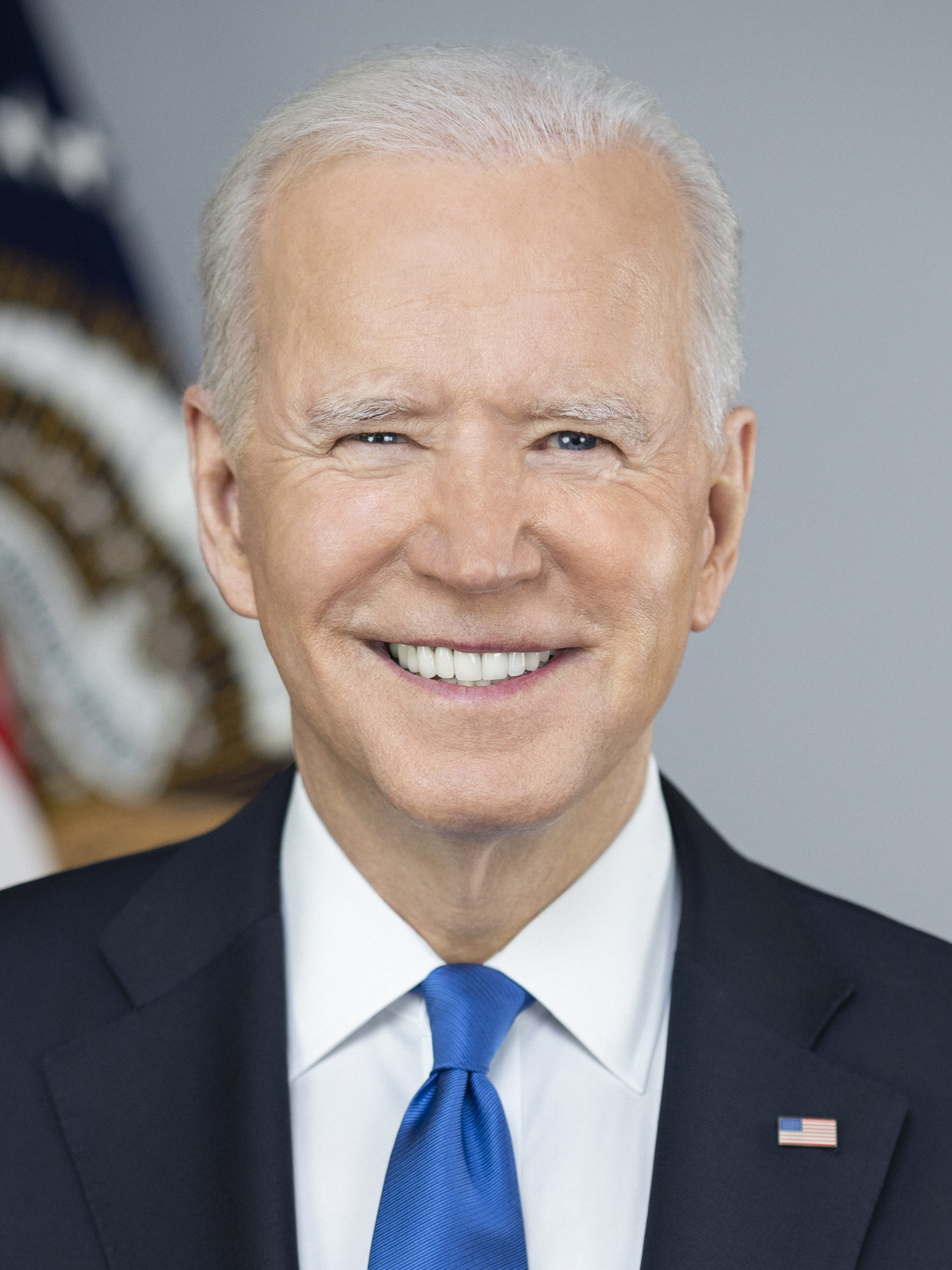
Джо Байден, 46-й президент США
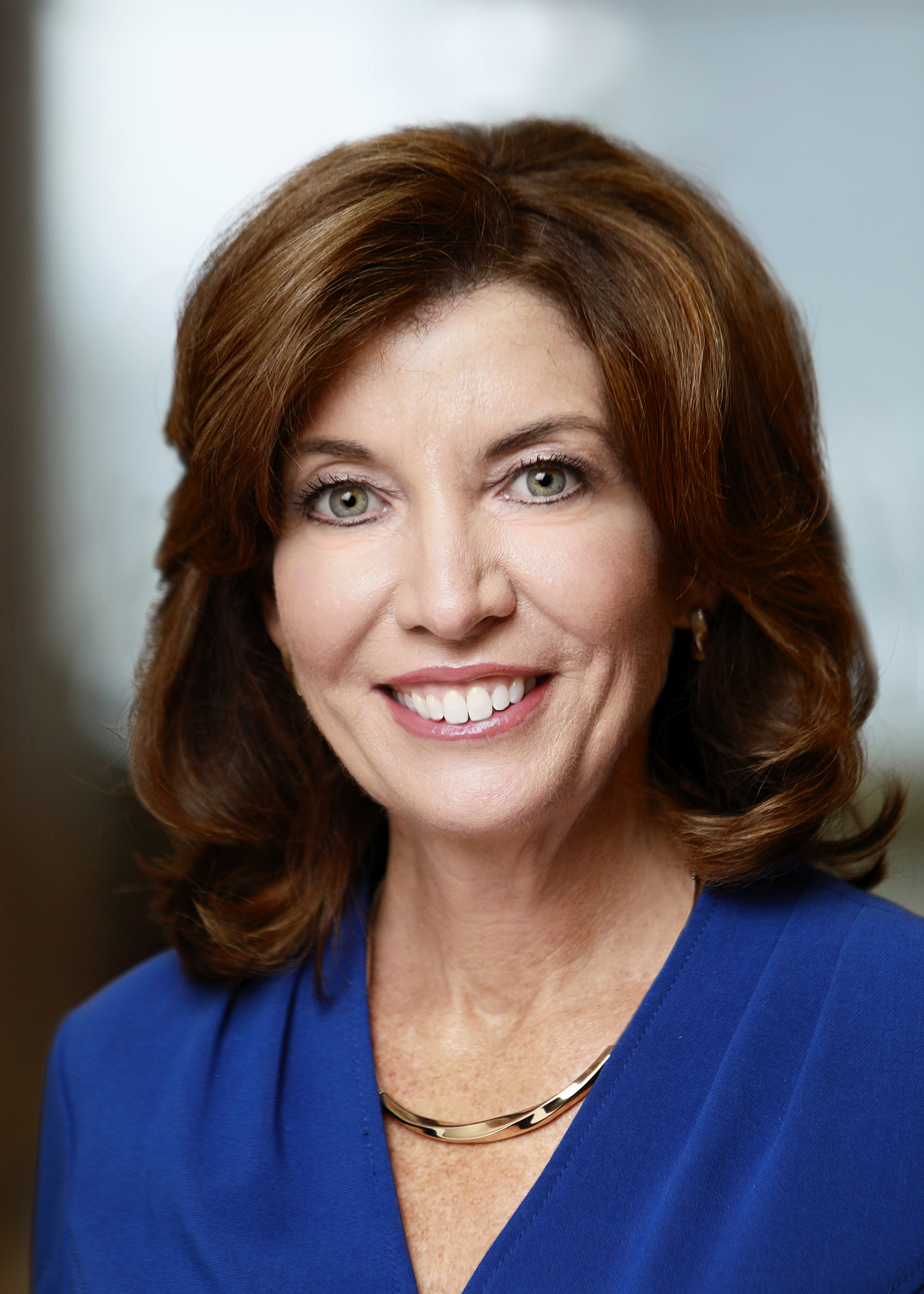
Кеті Гокул, 57-а губернаторка Нью-Йорка
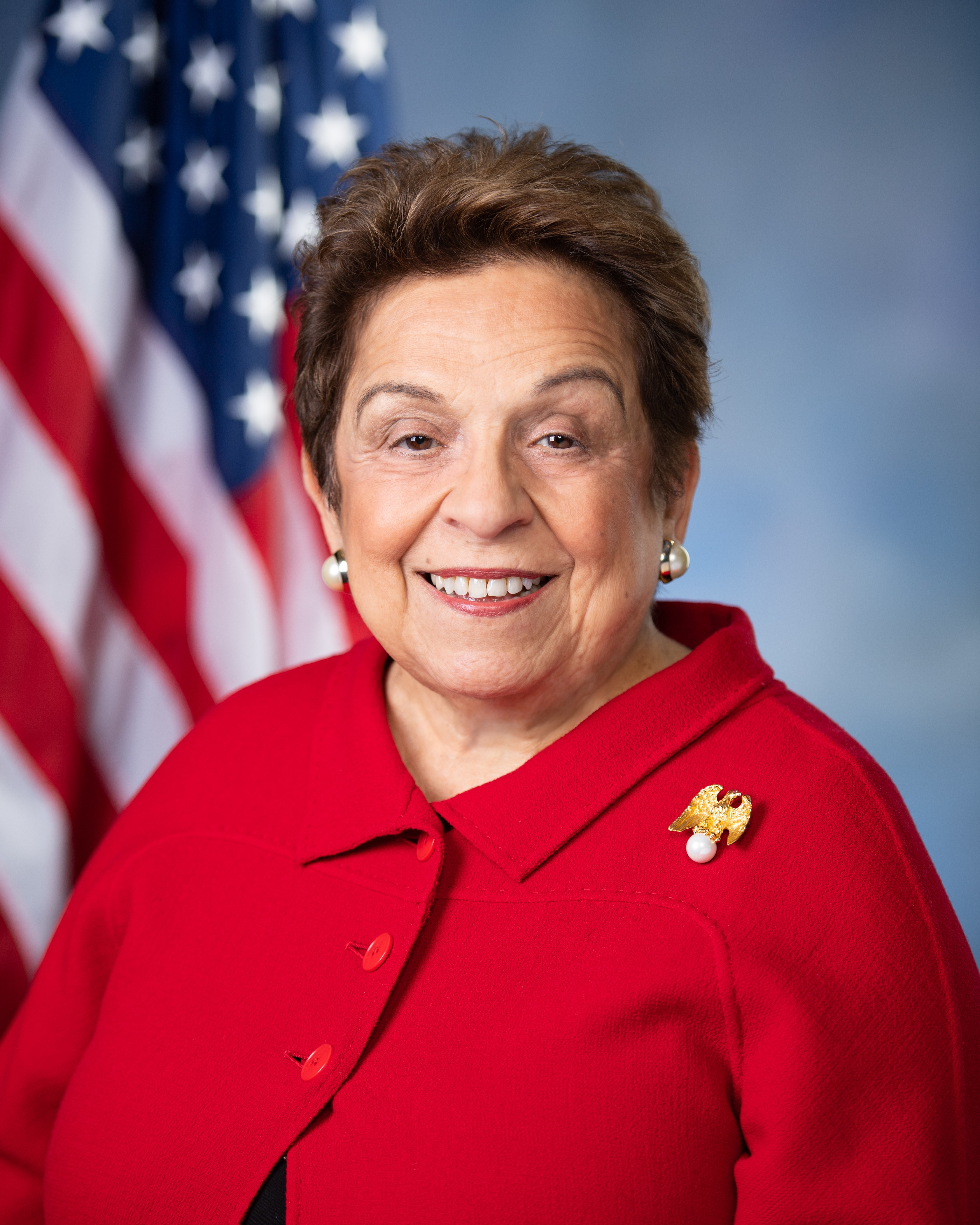
Донна Шалейла, політикиня і науковиця
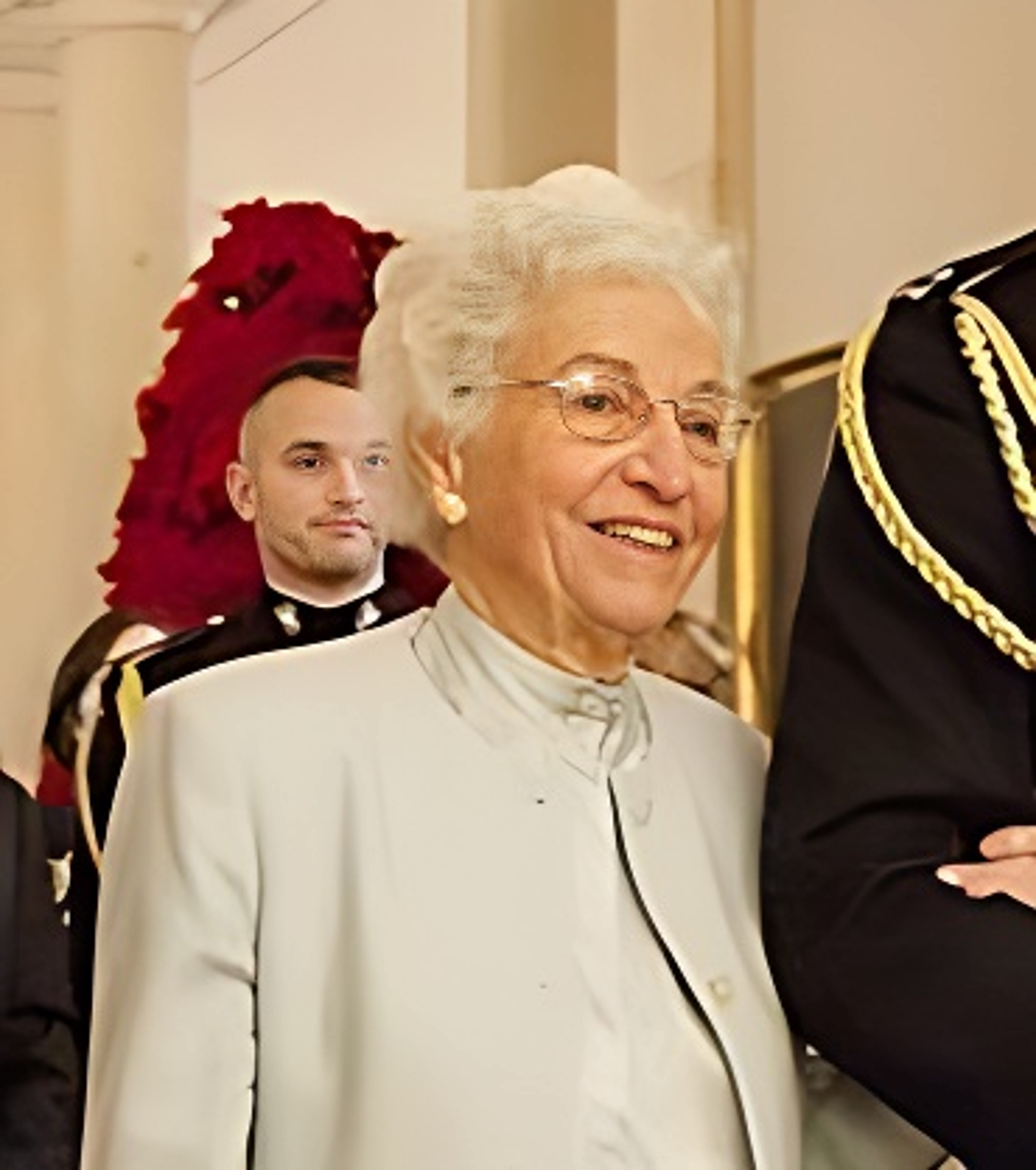
Рут Джонсон Колвін, засновниця некомерційної організації ProLiteracy
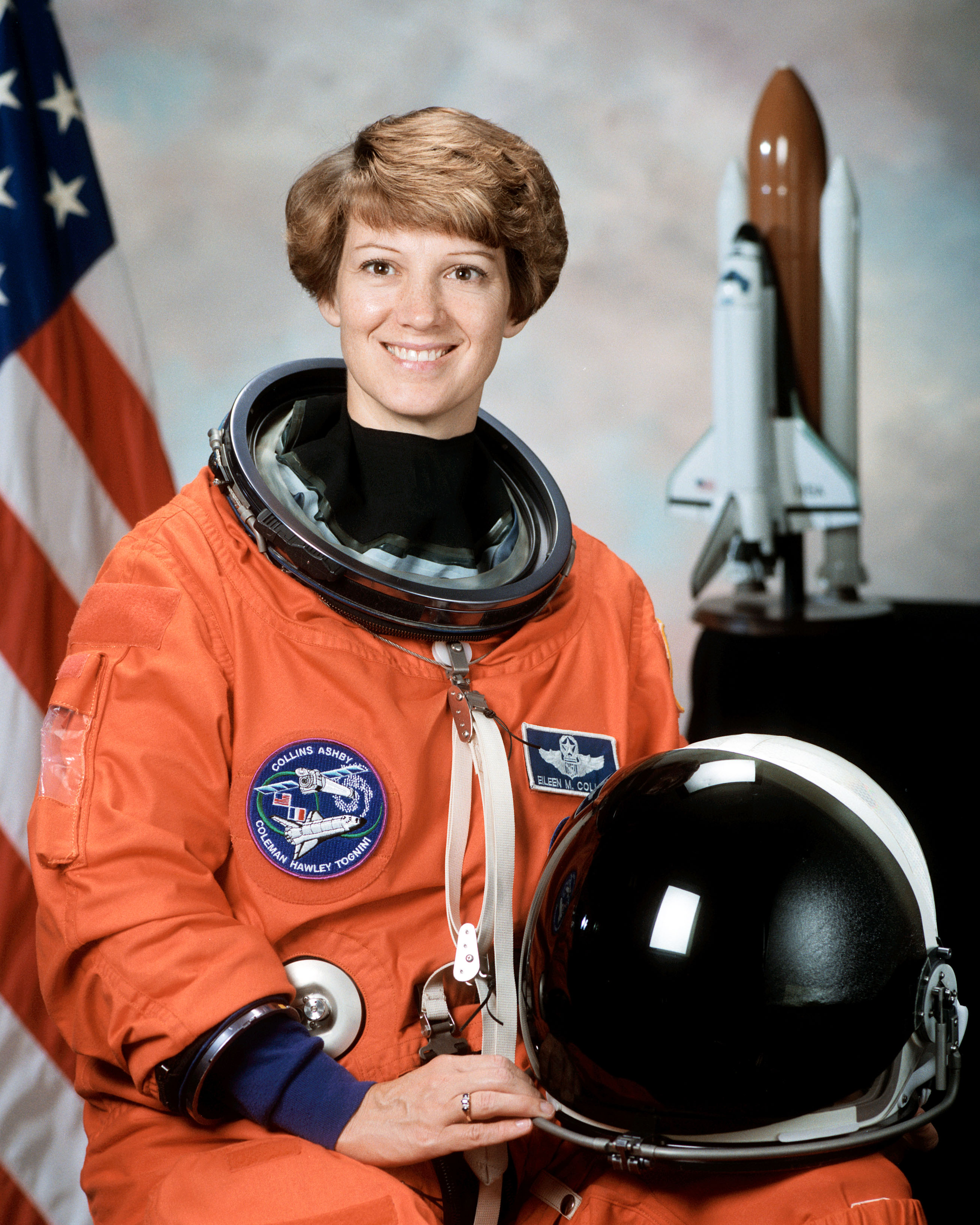
Ейлін Коллінз, перша жінка-пілот і командир космічного човна
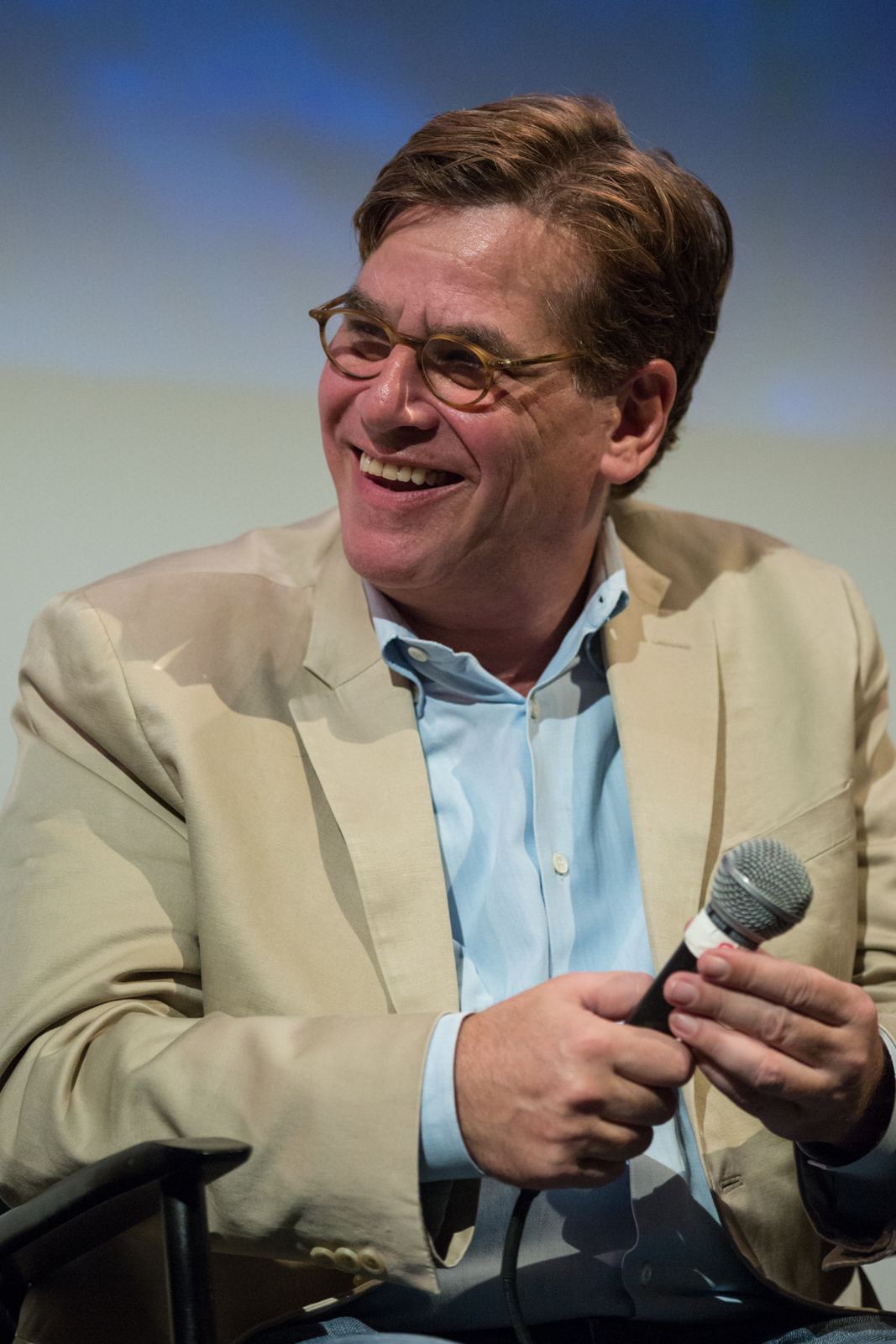
Аарон Соркін, драматург і сценарист
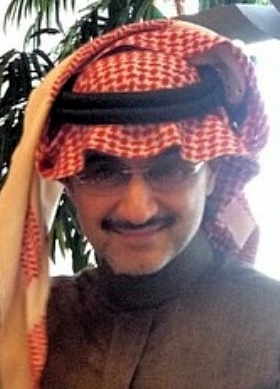
Аль-Валід ібн Талал, саудівський бізнесмен, член саудівської королівської родини
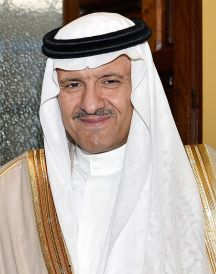
Султан ібн Салман Аль Сауд, саудівський принц і перший арабський астронавт
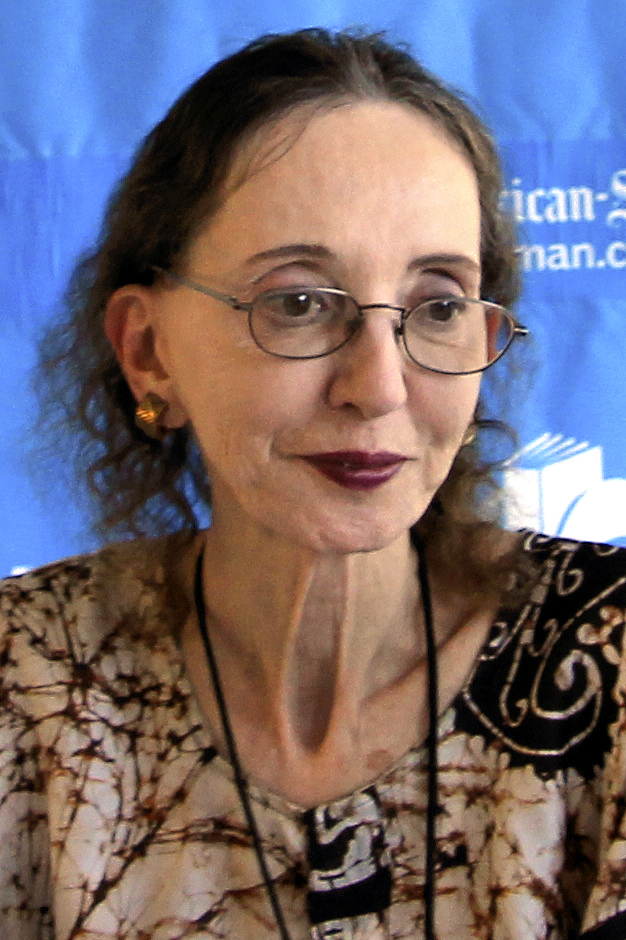
Джойс Керол Оутс, письменниця
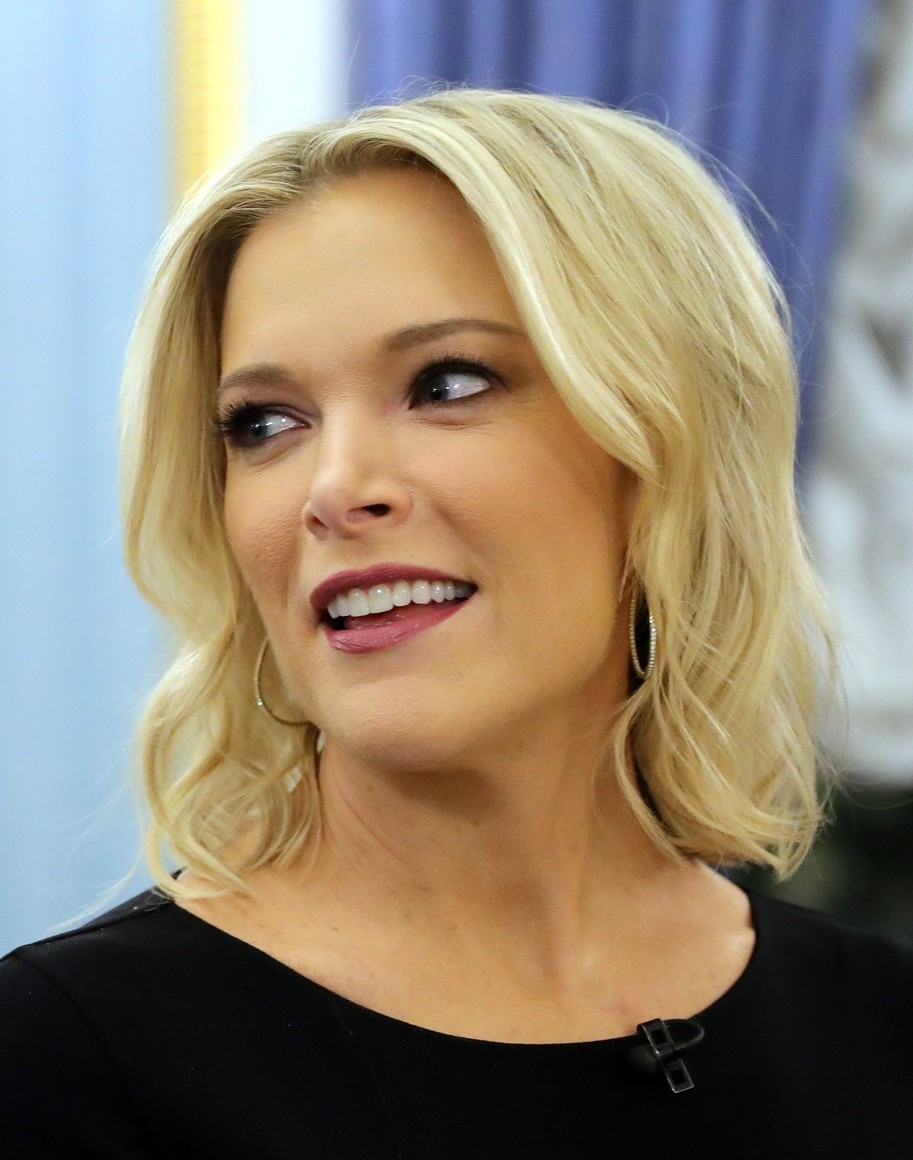
Мегін Келлі, політична оглядачка та ведуча новин
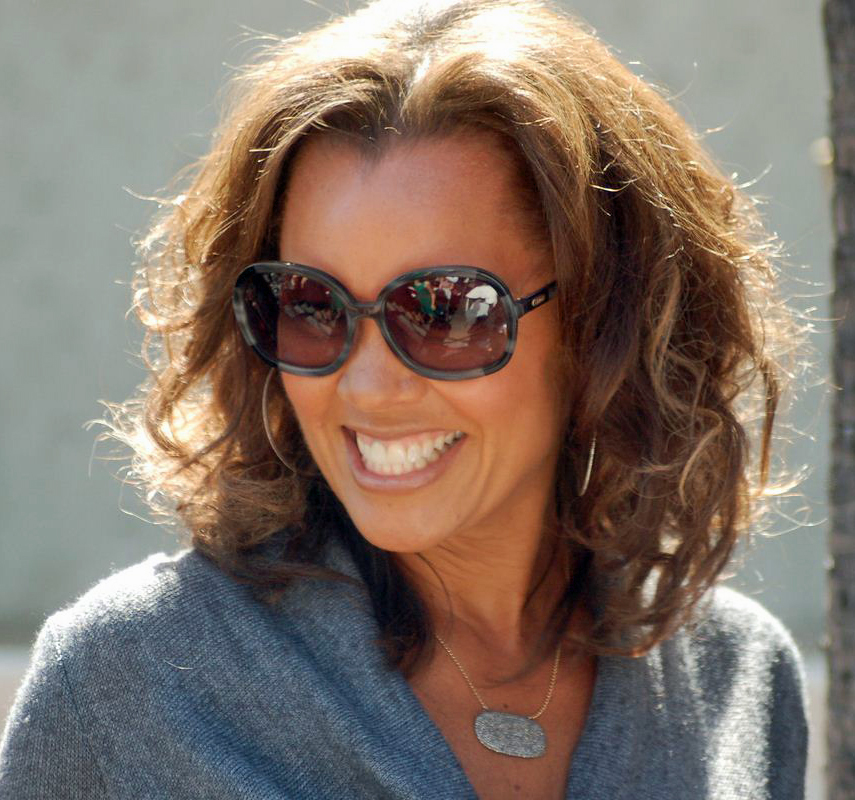
Ванесса Вільямс, національна артистка звукозапису та акторка
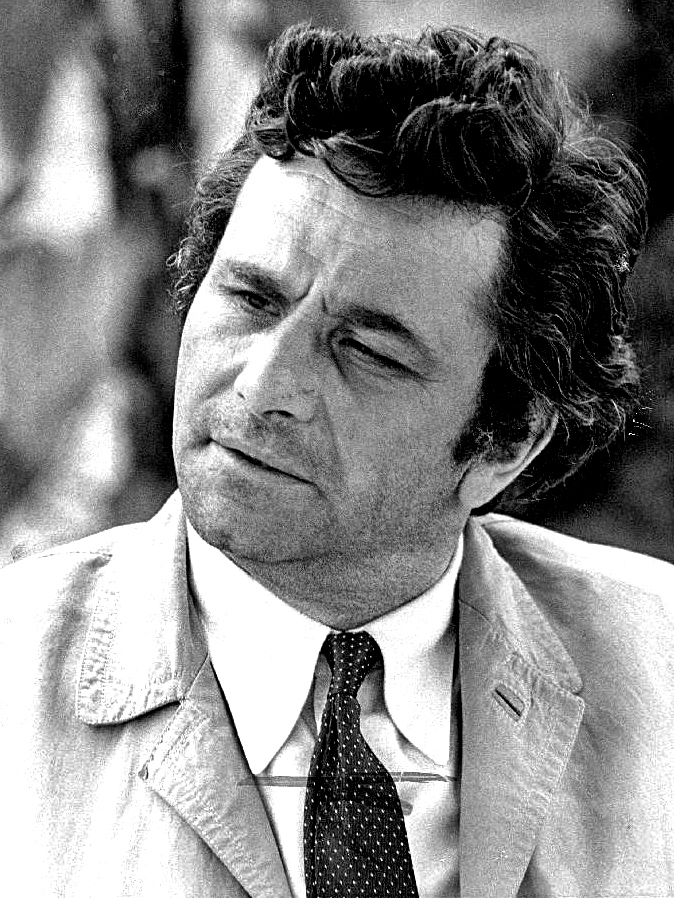
Пітер Фальк, актор і комік
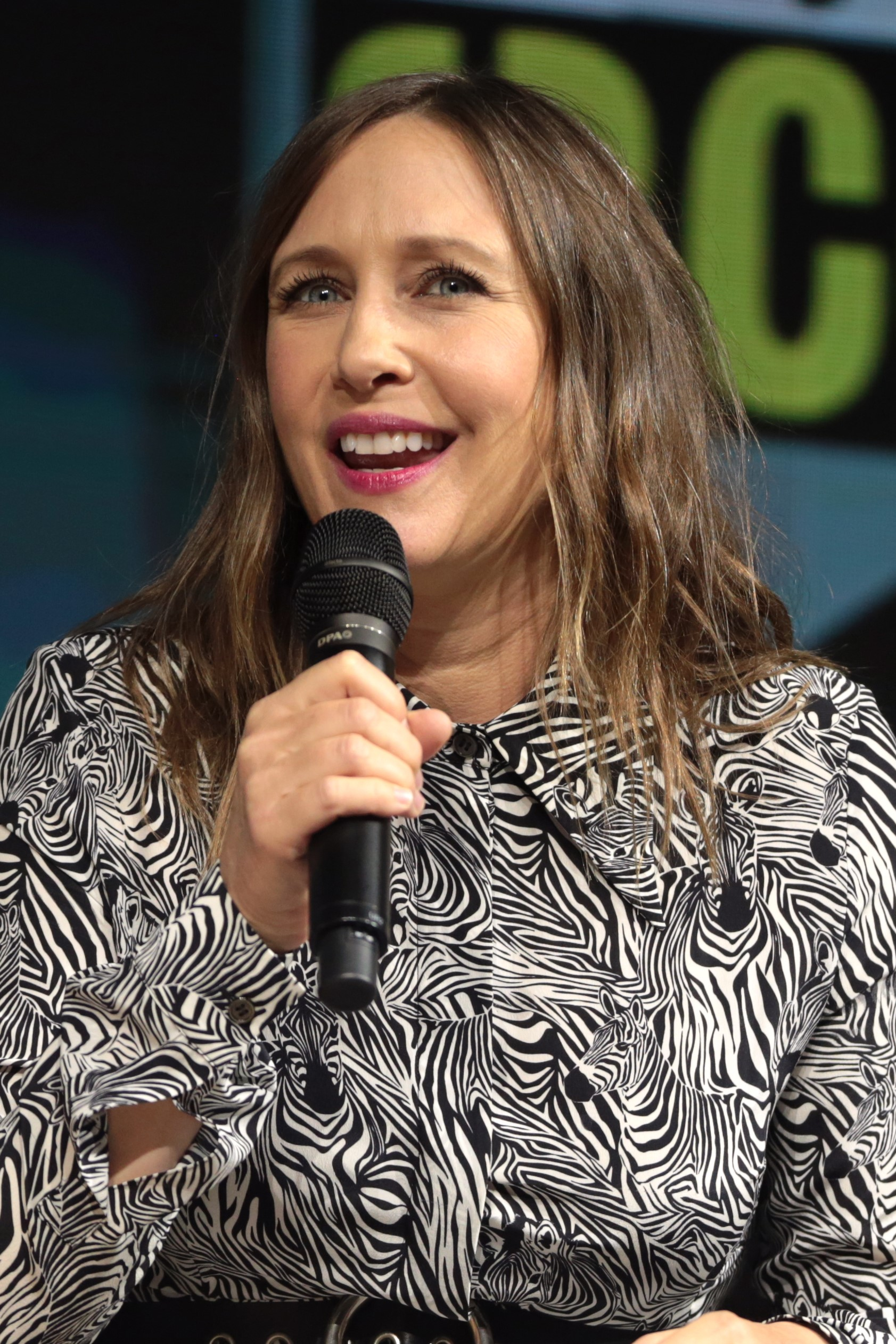
Віра Фарміга, акторка, режисерка і продюсерка
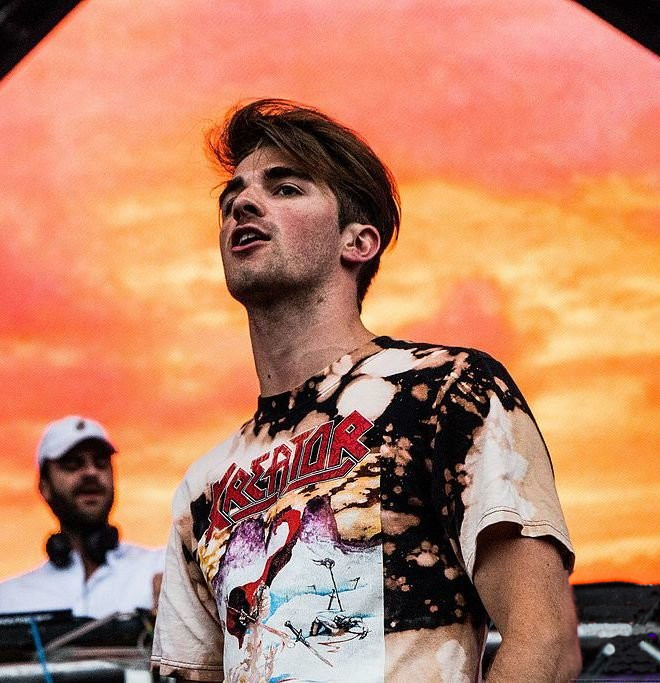
Дрю Таггарт, учасник The Chainsmokers
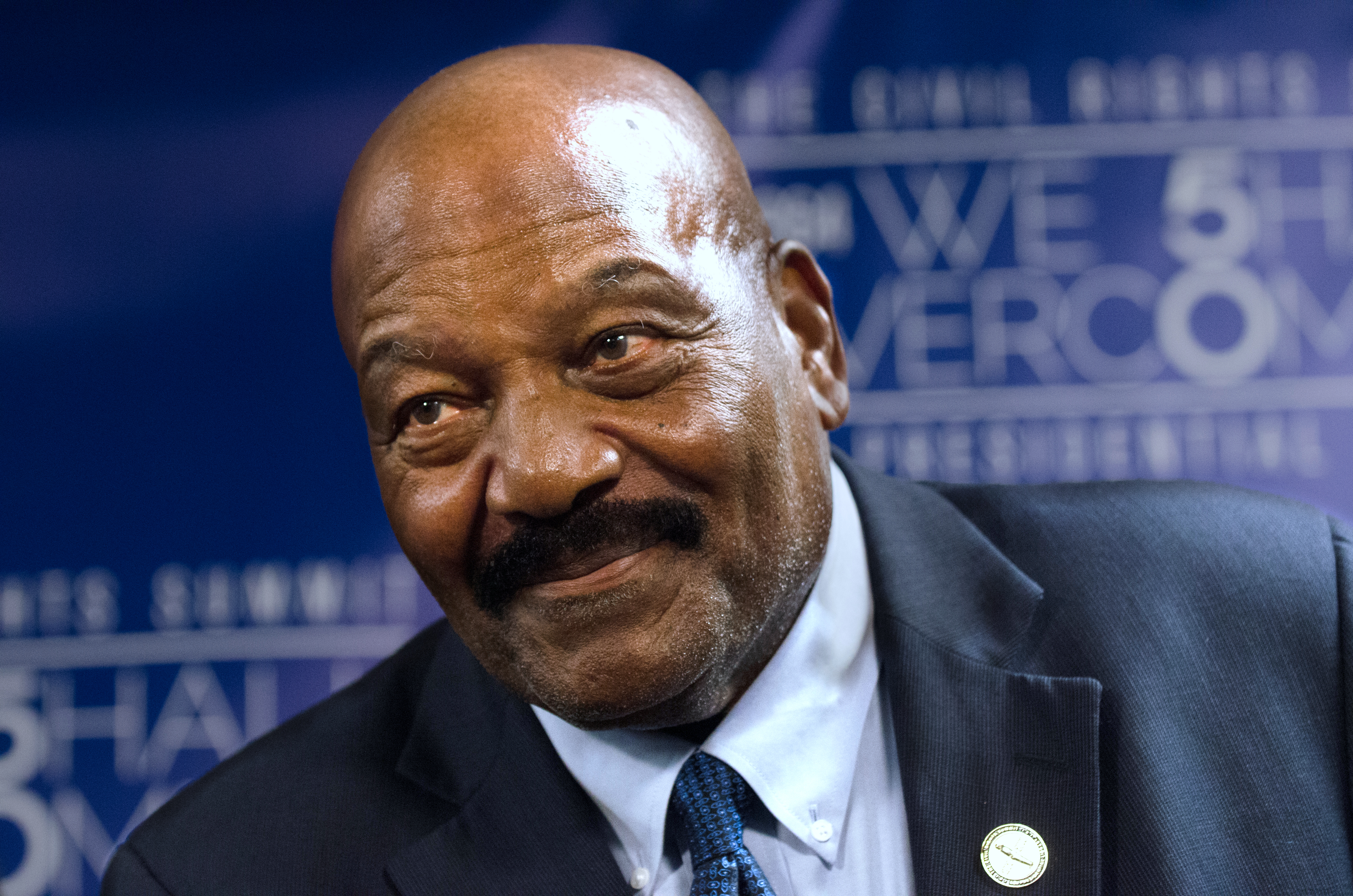
Джим Браун, півзахисник Залу слави футболу